# 千葉港
千葉港（ちばこう）は、千葉県千葉市、船橋市、市川市、習志野市、市原市、袖ケ浦市に跨る港湾法上の国際拠点港湾である。港則法上の特定港に指定されている。日本三大港湾、日本三大貿易港とも称される。港湾管理者は千葉県。
京葉工業地帯の拠点港であり、貨物取扱トン数においては全国第2位（2022年）の実績を持つほか、貿易額および入港船舶総トン数は全国第4位、入港船舶隻数は第6位、港湾空間規模は日本一である。日本屈指の工場夜景都市として日本8大工場夜景（千葉市）・日本11大工場夜景（千葉市、市原市）に選定されている。千葉中央港旅客船桟橋の隣接地には旅客ターミナル等複合施設「ケーズハーバー」が整備され、みなとオアシスに指定されている。

## 概要

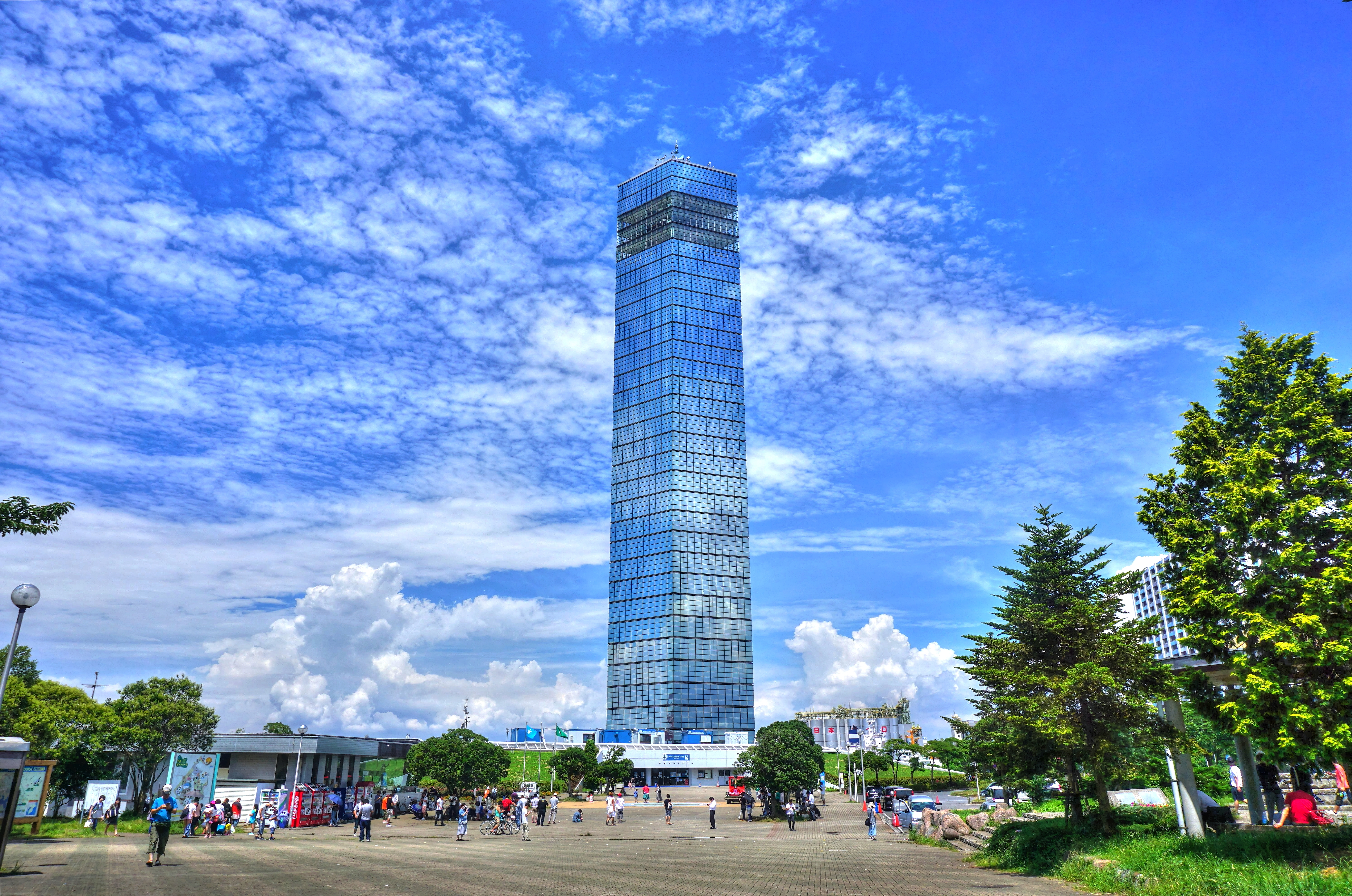
千葉港のシンボル「千葉ポートタワー」

東京湾奥部にあり、北は市川市より南は袖ケ浦市まで海岸線の総延長約133キロメートルと、京葉工業地帯のほぼ全域にまたがる国際拠点港湾（拠点港・工業港）である。港湾空間規模は日本一であり、国内最大級の貨物取扱量を始め、貿易額、入港船舶総トン数、入港船舶隻数などにおいて、日本を代表する国際港として日本三大貿易港の一つに数えられる。
政令指定都市および県庁所在地である千葉市、中核市最多の人口を抱える船橋市、50万都市の市川市のほか、市原市、習志野市、袖ケ浦市の計6市が所在し、これらの市の人口は計約260万人であり、大規模商圏における拠点港として発展している。
1954年（昭和29年）7月1日に国際貿易港として関税法の「開港」に指定され、その後、1965年（昭和40年）には特定重要港湾に指定。1968年（昭和43年）の千葉港の港湾区域拡張により地方港湾であった船橋港が千葉港に編入され、その結果、千葉港は6市の地先水面を港湾区域とする大港湾となり、現在は約24,800ヘクタールと日本一広い水域面積を有している。更に、2011年（平成23年）4月には国際拠点港湾に指定された。
港湾に係る基幹産業（大規模施設）として、発電所、製鉄所、製油所、造船所のほか、コンテナターミナル、物流センター、LNG基地、石油コンビナートなどを有する。
- 火力発電所（東京電力千葉火力発電所・姉崎火力発電所・五井火力発電所・袖ケ浦火力発電所、JFE千葉クリーンパワーステーション発電所など）
- 風力発電所（日本風力開発MJウィンドパワー市原など）
- 製鉄所（JFEスチール東日本製鉄所など）
- 製油所（コスモ石油、極東石油工業、出光興産、富士石油など）
- 造船所（三井造船など）

千葉中央地区の蘇我副都心は、JFEスチール東日本製鉄所（中央区川崎町）の企業城下町となっている。周辺にはハーバーシティ蘇我などの大型商業施設やジェフユナイテッド市原・千葉のホームスタジアムであるフクダ電子アリーナなど、千葉北部地区の幕張新都心と同様にウォーターフロント開発が著しく行われている。
港湾整備として強震観測を継続的に実施し、耐震強化岸壁の整備が進められており、災害時には緊急物資輸送の役割を担う。保安措置としてもSOLAS条約に対応した埠頭保安規程が承認されている。また自然的環境を整備又は保全について定めた港湾環境計画を策定しており、港湾環境整備施設（港湾緑地・海浜公園）として千葉ポートパーク、幕張海浜公園、船橋港親水公園、袖ケ浦海浜公園のほか、総延長4,320メートルの人工海浜（いなげの浜、検見川の浜、幕張の浜）など自然再生事業の展開を積極的に行っている。近年ではマリーナ施設の整備や千葉中央港旅客船桟橋（旅客船さん橋）の供用を開始し、一帯は2018年（平成30年）3月24日にみなとオアシスの登録をしていて、みなとオアシス千葉みなととして、代表施設であるケーズハーバーを観光の拠点施設として、海辺の魅力発信や賑わい創出に取り組んでいる。

## 名称

### 名称の混同
本港の正式名称は「ちばこう」であり、「ちばみなと」は誤読である。JR東日本・千葉都市モノレール「千葉みなと駅」においても、1986年（昭和61年）日本国有鉄道（国鉄）京葉線の千葉港駅（ちばみなとえき）として開業しており、「ちばこう」との誤読を防ぐため、駅名標や方向幕などでは当初から「千葉みなと」と表記されることが多かった。1992年（平成4年）には正式名称も「千葉みなと駅」に改称している。

### 法令上の千葉港
法令上の「千葉港」は千葉市、船橋市、市川市・習志野市・市原市・袖ケ浦市にわたる港湾法上の国際拠点港湾もしくは港則法上（葛南区、千葉第1区 - 5区および外港）の特定港に指定されている範囲を指す。

### 地名としての千葉港
千葉市中央区には「千葉港」いう町名がある。1970年（昭和45年）に千葉市新田町、新宿町1丁目、中央港の各一部が町名変更して成立した。いずれも昭和に入って市域に編入された埋立地である。町名は千葉港の中心的位置にあることから港の玄関口として「千葉港」を採用したという経緯がある。千葉みなと駅の東口に位置し、この地区には千葉市役所、東京出入国在留管理局千葉出張所、みなと公園などがある。
また、千葉みなと駅の南側は「千葉みなとエリア」とも称される。この地区には千葉みなと桟橋、税関や検疫所が入る千葉港湾合同庁舎、千葉ポートタワー、千葉ポートパーク、結婚式場（ベイサイドパーク迎賓館・AMANDAN SAIL）など、港湾・親水施設が集中している。
なお、「千葉港」よりも古い町名である「中央港」は1967年（昭和42年）に成立した。埋立地であったため元となる地名は存在せず、海の玄関口として中心的な地域であったことから「中央港」と命名した経緯を持つ。港湾施設が集中する千葉中央ふ頭の殆どを含んでおり、千葉みなと駅の所在地でもある。

## 港の区分
千葉港には、千葉港区と葛南港区の2つの港区があり、千葉港区は千葉市、市原市、袖ケ浦市に展開している。葛南港区は船橋市、市川市、習志野市に展開している。この内、水産庁により市川港が第1種漁港に指定されている。その他、指定外の一般呼称として船橋港、袖ヶ浦港、長浦港などがある。
港は千葉港区、葛南港区合わせて11地区に分かれている。また、千葉港区は港則法上（千葉第1区 - 5区）に区分けされている。
| 千葉港区（第1、第2、第3、第5区） - 千葉中央地区（千葉中央ふ頭･千葉出洲ふ頭、第1･3区） - 千葉北部地区（幕張新都心、第5区） - 千葉南部地区（第2区） | 千葉港区（第4区） - 姉崎地区 - 八幡地区 - 五井地区 - 北袖ケ浦地区 - 南袖ケ浦地区 | 葛南港区 - 葛南中央地区（船橋中央ふ頭） - 葛南東部地区（船橋東ふ頭･日の出ふ頭） - 葛南西部地区（市川ふ頭） |

### 海港コード
国際連合欧州経済委員会（UNECE）が制定している国際連合貿易輸送位置コード（UN/LOCODE）は以下である。
- JP_CHB：千葉港区の第1、第2、第3、第5区
- JP_FNB：葛南港区
- JP_ANE：千葉港区の第4区

※第三管区海上保安部においてAIS（船舶自動識別装置）による目的地コードには千葉（千葉港区の第1、第2、第3、第5区）、船橋（葛南港区）、姉ヶ崎（千葉港区の第4区）のコードが用いられているが、船舶の動船状態を取得するサービスであるMarineTrafficでは更に市原、習志野が追加されている。

### 千葉港区
- 千葉中央地区

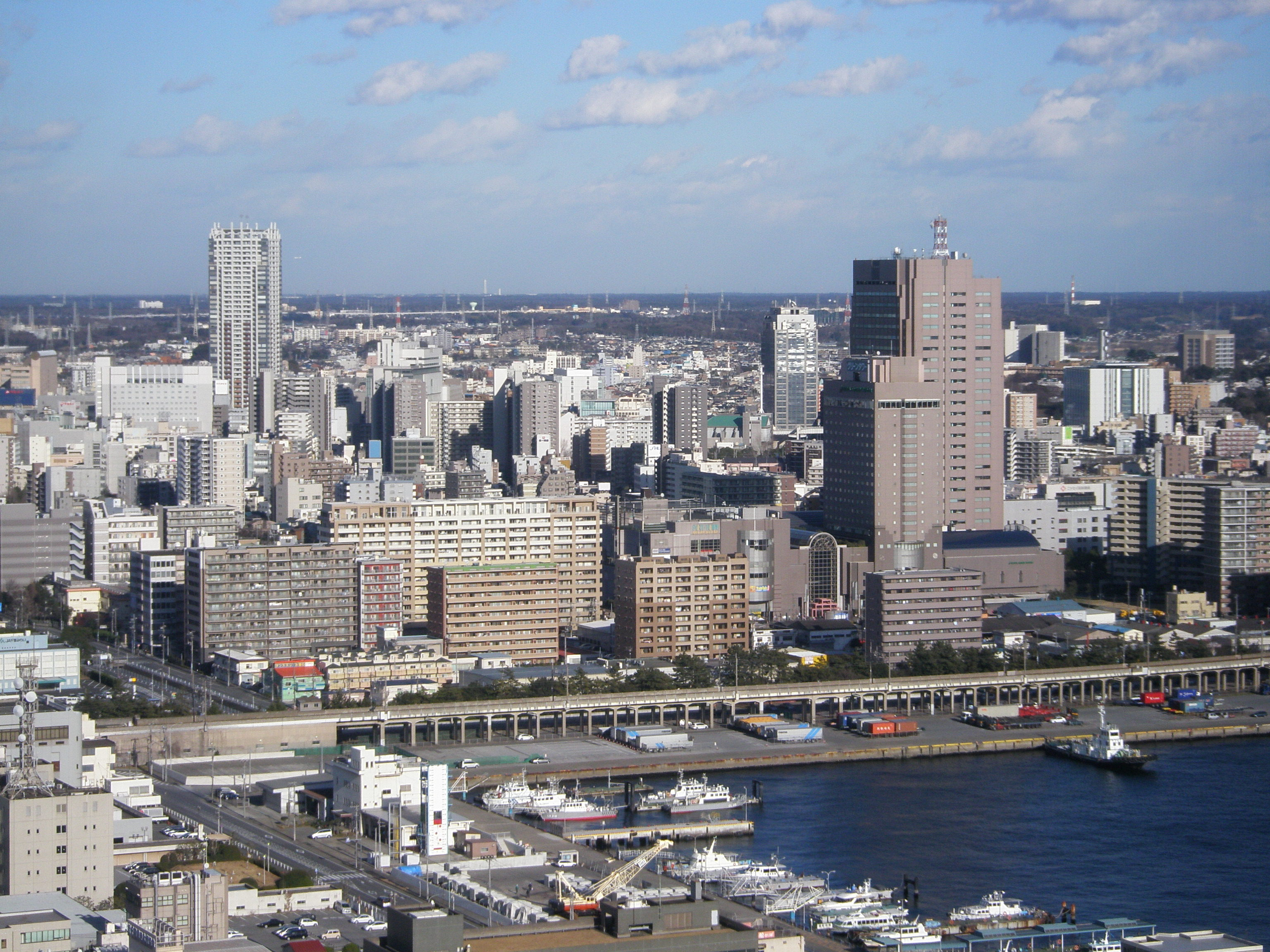
千葉中央地区周辺（千葉みなと）

港則法上の第1区・第3区および外港。当地区は千葉港発祥の地であり千葉港区の拠点港「千葉港」を有する。水深12メートル岸壁3バース（うちコンテナバースは1バース）、水深10メートル岸壁5バースが整備されており、千葉中央ふ頭では、主にコンテナ貨物と完成自動車貨物を取り扱っている。
完成自動車の輸入は金額・台数とも三河港に次ぐ全国2位となっており、BMW JAPANが千葉港を拠点としている。コンテナターミナルは、千葉港の商港的機能の強化を図るため1994年（平成6年）6月に開設、ガントリークレーン1基で供用していたが、1997年（平成9年）3月に更に1基増設し、現在では2基体制となっている。
千葉中央地区の出洲ふ頭では、主にRORO船貨物（紙・パルプ、化学工業品、鋼材）を取り扱っている。野積み場には製材や鋼材などが保管されている。
千葉中央ふ頭および出洲ふ頭には耐震強化岸壁が1バースずつ整備されており、大規模災害時には緊急物資の輸送を担う。千葉中央ふ頭の西側は専用岸壁で構成されており、各種加工工場や流通基地が立地し、背後に立地する食品業者やLPG基地によるジェット燃料（成田国際空港向け）などが輸入されている。
当地区には港の玄関としてふさわしい景観と親水施設および港湾緑地として「千葉ポートパーク」が整備された。この一画には、県の人口が500万人を突破したことを記念して、千葉港のシンボルとして建設された高さ125メートルの「千葉ポートタワー」がある。更に千葉みなと桟橋、ケーズハーバーなど、客船ターミナルとして人々の憩いの場や賑わいの場として整備している。また蘇我寒川緑地においても、近隣の商業施設（ハーバーシティ蘇我）とともに賑わいの場となっている。
- 千葉北部地区

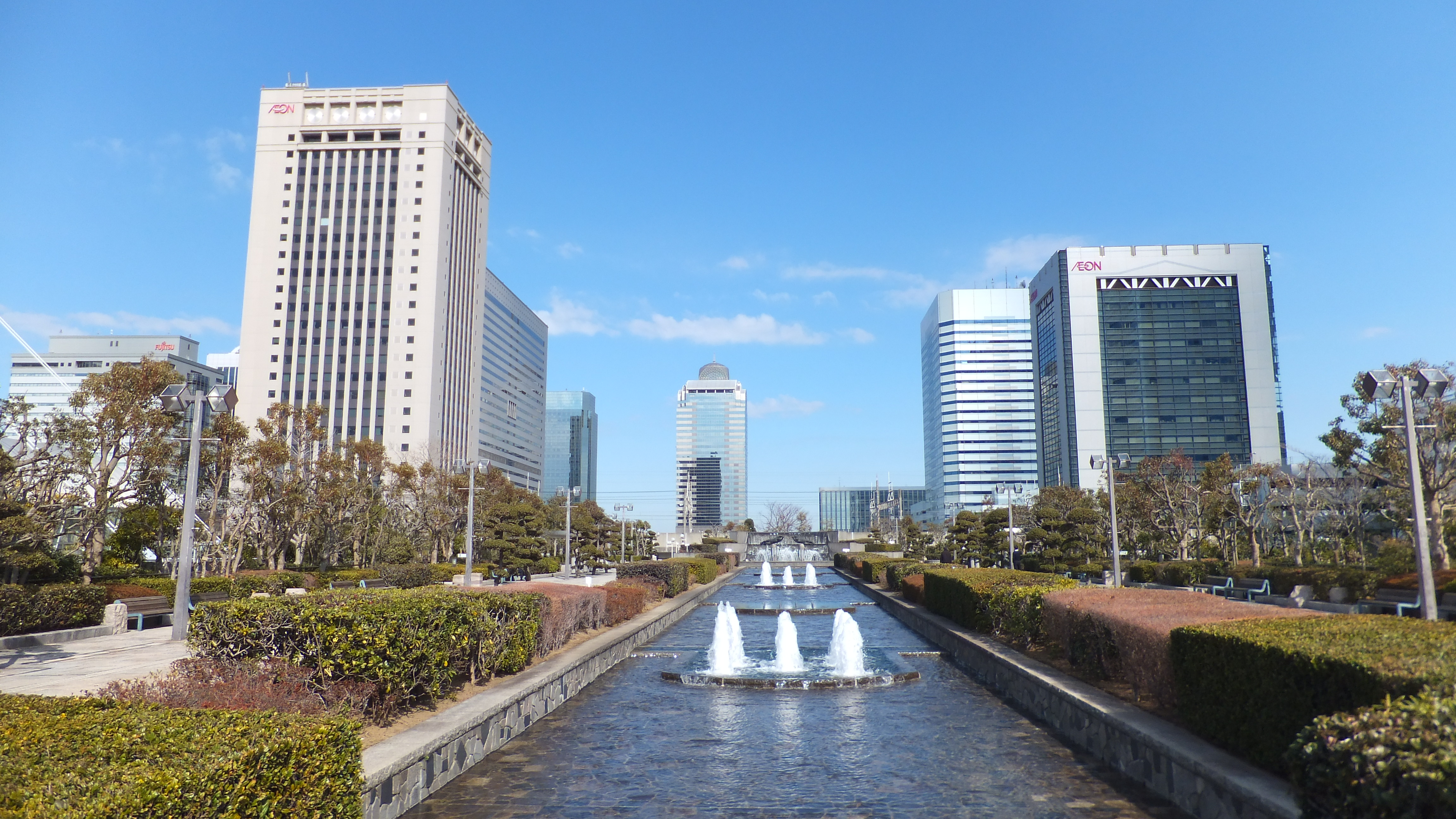
千葉北部地区周辺（幕張新都心）

港則法上の第5区。幕張新都心や海浜公園が立地し、県内外から多くの人々が訪れる地区となっている。幕張新都心は総面積522ヘクタール、就業予定人口15万人、居住予定人口3万6千人。業務研究、教育文化、商業、住宅などの諸機能が計画的に配され、環境デザインの描き出す街並みは、これまでの日本にない「新しい都市」と「未来への発展」にふさわしい都市を作り、マリン・リゾート施設など、ウォーターフロントとしての機能も加わることによって、さらに多様な人々の集積を目的としている。
前面の水際線には、日本一長い人工海浜（幕張の浜、検見川の浜、いなげの浜）が整備され、海水浴やウインドサーフィンおよび漁業水域として利用されている。
今後の計画として統合型リゾート（IR）導入可能性の検討予定や、海上空間を用いたドローンによる宅配の取組み（国家戦略特別区活用事例）、JFAナショナルフットボールセンター（仮称）が幕張海浜公園内に竣工予定である。
- 千葉南部地区

港則法上の第2区。千葉南部地区には大規模製鉄所や火力発電所などが立地しており、それぞれ専用岸壁が整備されている。

### 千葉港区（第4区）
- 姉崎地区

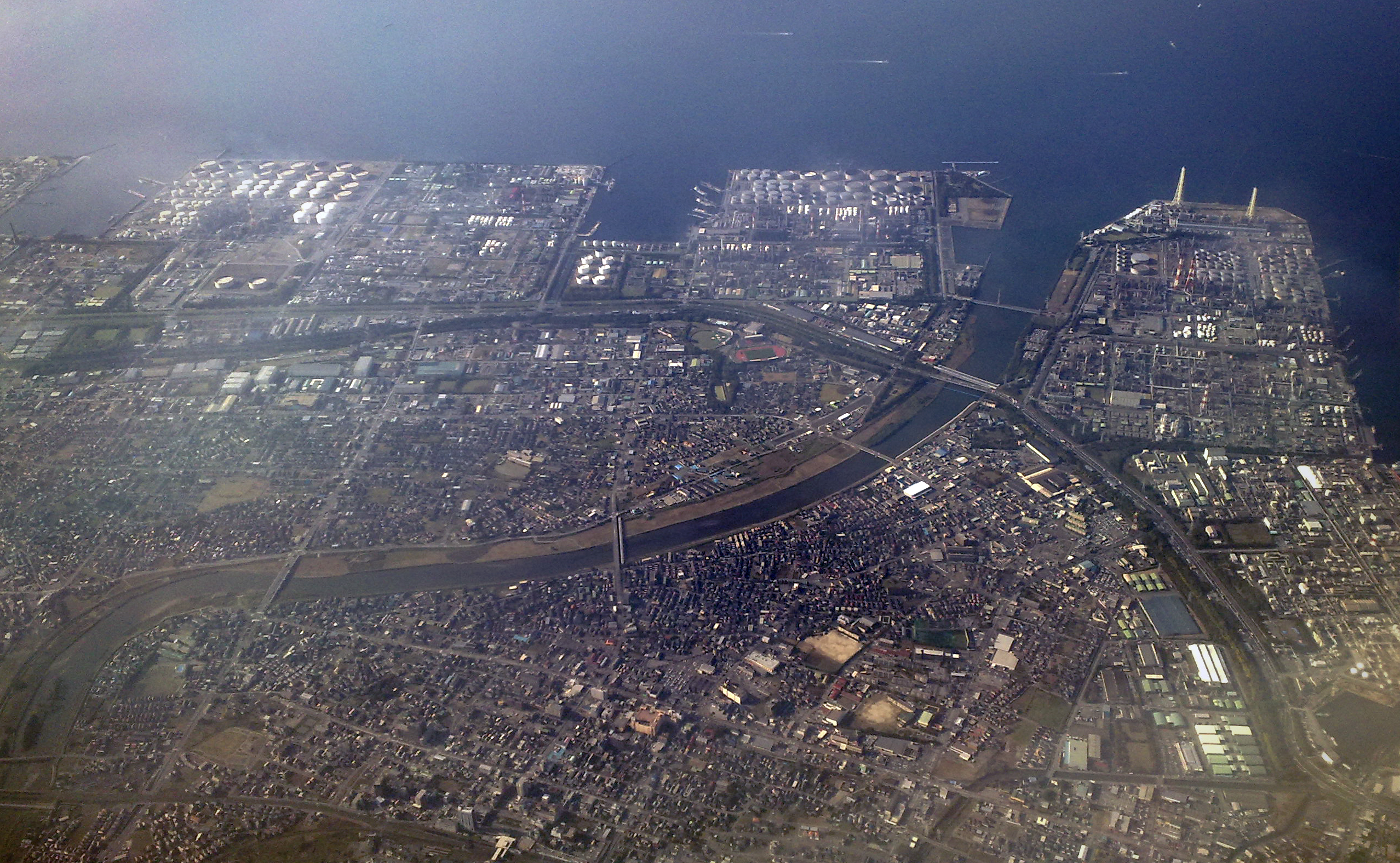
五井･姉崎地区上空写真

住友化学などが立地し、原材料の輸入や製品の積出しが行われている。
- 八幡地区

市原市の石油コンビナート地帯にあり、公共の岸壁では、砂利・砂、金属くずなどが取り扱われている。 また、造船所や鉄鋼業、電気機械業が立地し、専用岸壁で原材料の輸入や製品の積出しが行われている。 この地域には京葉臨海鉄道が敷設されていることから、発電所で使用する大型トランス（変圧器）のようなトラックでは輸送困難なものも、 鉄道で輸送されている。
- 五井地区

石油化学工業が多く立地し、石油コンビナートを形成しており、専用岸壁が整備され、原材料の輸入や製品の積出しが行われている。
- 北袖ケ浦地区

千葉港の南部に位置し、水深7.5メートル岸壁3バース、水深5.5メートル岸壁12バース、水深4.5メートル岸壁5バースなどが整備され、砂・砂利、非金属鉱物の積下しに利用されている。
- 南袖ケ浦地区
- 公共の岸壁（5バース）が整備され、砂利・砂、建設残土などが取り扱われている。 ガス供給業や石油化学工業、建設業が多く立地し、専用岸壁が整備されている。 地区内にある「袖ケ浦海浜公園」には多目的広場や展望塔が設置され、憩いの場となっている。

### 葛南港区
- 葛南中央地区

船橋市潮見町、市川市東浜の埋立地に位置しており、総面積は133ヘクタールある。水深10メートル岸壁5バース、水深7.5メートル岸壁11バースなどを供用しており、公共岸壁の主要貨物は、金属くず、鋼材、砂・砂利貨物となっている。岸壁の背後の野積み場では、これらの貨物が主に保管されている。また、海浜公園が整備されており、港湾緑地による親しみある場所となっている。全面の海域には大規模な干潟である三番瀬が位置している。また、東側に位置する日の出埠頭には船橋ボートパークが位置し、プレジャーボートなどが係留されている。
- 葛南東部地区

葛南東部地区には鋼材業者や港運業者、食品業者、自動車関係業者などが立地しており、これらの企業が扱う完成自動車貨物などが専用岸壁で取り扱われている。公共岸壁では、砂・砂利貨物などの取扱いを行っている。
船橋東ふ頭は船橋市高瀬町、浜町にあり、水深7.5メートル岸壁2バースの耐震強化岸壁が整備され、供用中である。また、水深6.0メートル岸壁5バースが整備されており鋼材などを取り扱っている。
日の出ふ頭は船橋市日の出、湊町にあり、水深5.5メートル岸壁5バースなどが整備されており砂、砂利、麦類などを取り扱っている。
- 葛南西部地区

市川市塩浜1丁目の埋立地に位置しており、水深5.5メートル岸壁2バースが整備され砂、砂利、鉄鋼などの取扱いに利用されている。鋼材業者や物流センターなどが立地する物流拠点となっている。

## 歴史

### 鎌倉・室町時代

#### 千葉港の起源

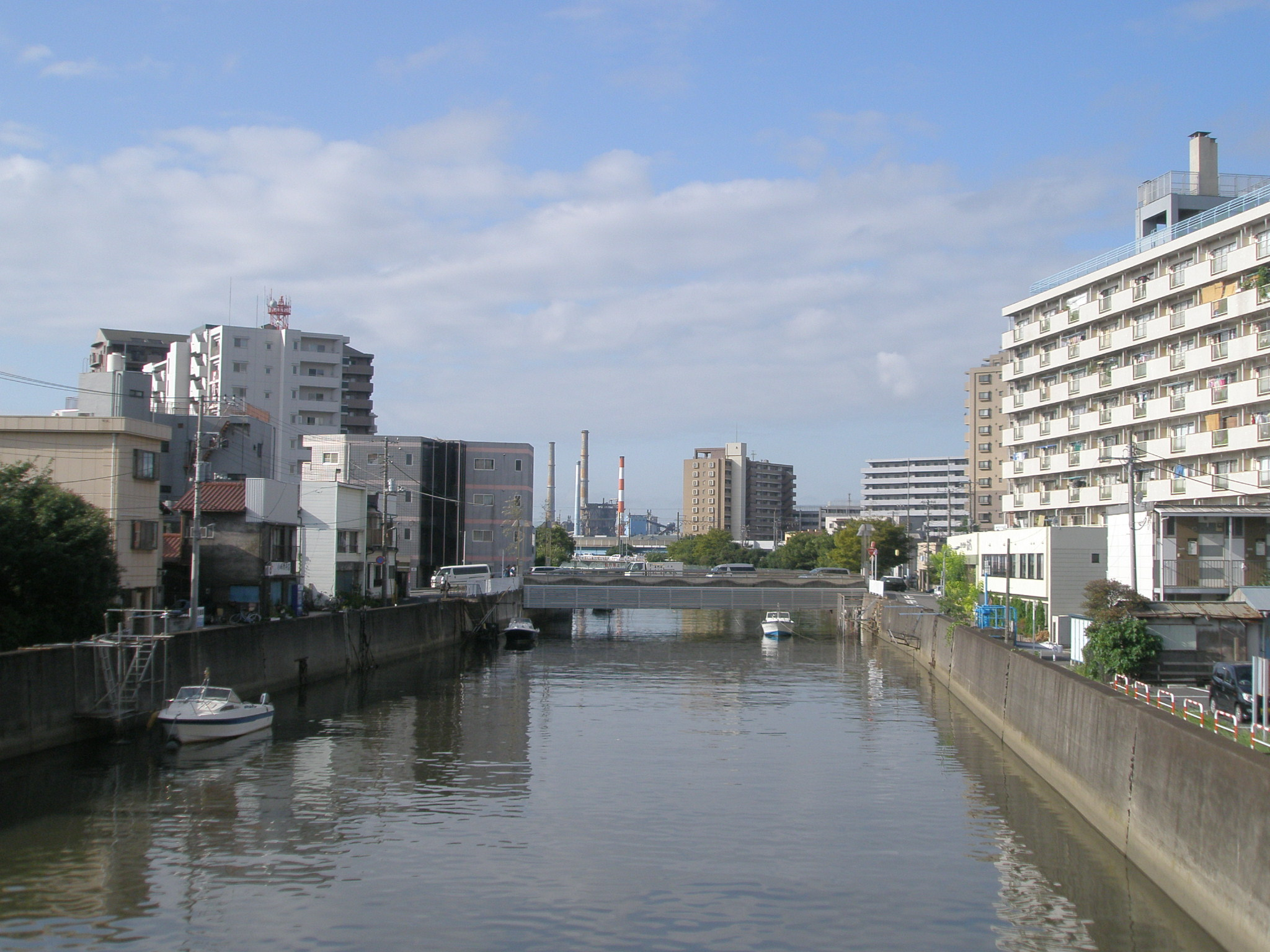
千葉市内を流れる都川

鎌倉時代には千葉常重（鎌倉幕府を開いた源頼朝の重鎮であった千葉常胤の父）が1126年（大治元年）に亥鼻（千葉県千葉市中央区亥鼻町）に居館（亥鼻城）を構えており、都川周辺は亥鼻城址として栄え、下総国（令制国上の千葉県千葉市）の地方船着場として都川河口（現在の千葉市中央区寒川町付近）を下総国の「湊」として利用されていたことが起源とされている。
下総国の港から西へ東京湾を渡った相模国金沢（現在の神奈川県横浜市金沢区）の称名寺には、鎌倉時代の千葉寺や千葉市の大日寺で書写された仏教関係の文書が多数残されている。千葉寺は千葉の町並みの南に位置し、奈良時代に創建され平安時代末期の経塚がある古刹で、大日寺は町並みの北端に位置し千葉氏の墓所があった寺院である。千葉の寺院で写された文書が東京湾対岸の称名寺に多数残されているのは、僧侶が東京湾の水運を使って相模国と下総国の間を頻繁に往来していたためと考えられる。
室町時代の千葉の様子を伝える「千学集抄」には「結城浦」という湊の名で残されている。結城浦は「源平闘諍録」にある説話『結城浜の戦い』があった場所でもある。結城浜近隣に位置する都川河口の入り江付近にあり、下総国の市場（現在の千葉市中央区市場町付近）と都川でむすばれ、室町時代の「千葉の湊」としての役割を果たしていたと考えられる。

### 江戸時代

#### 船橋浦と登戸浦の発展

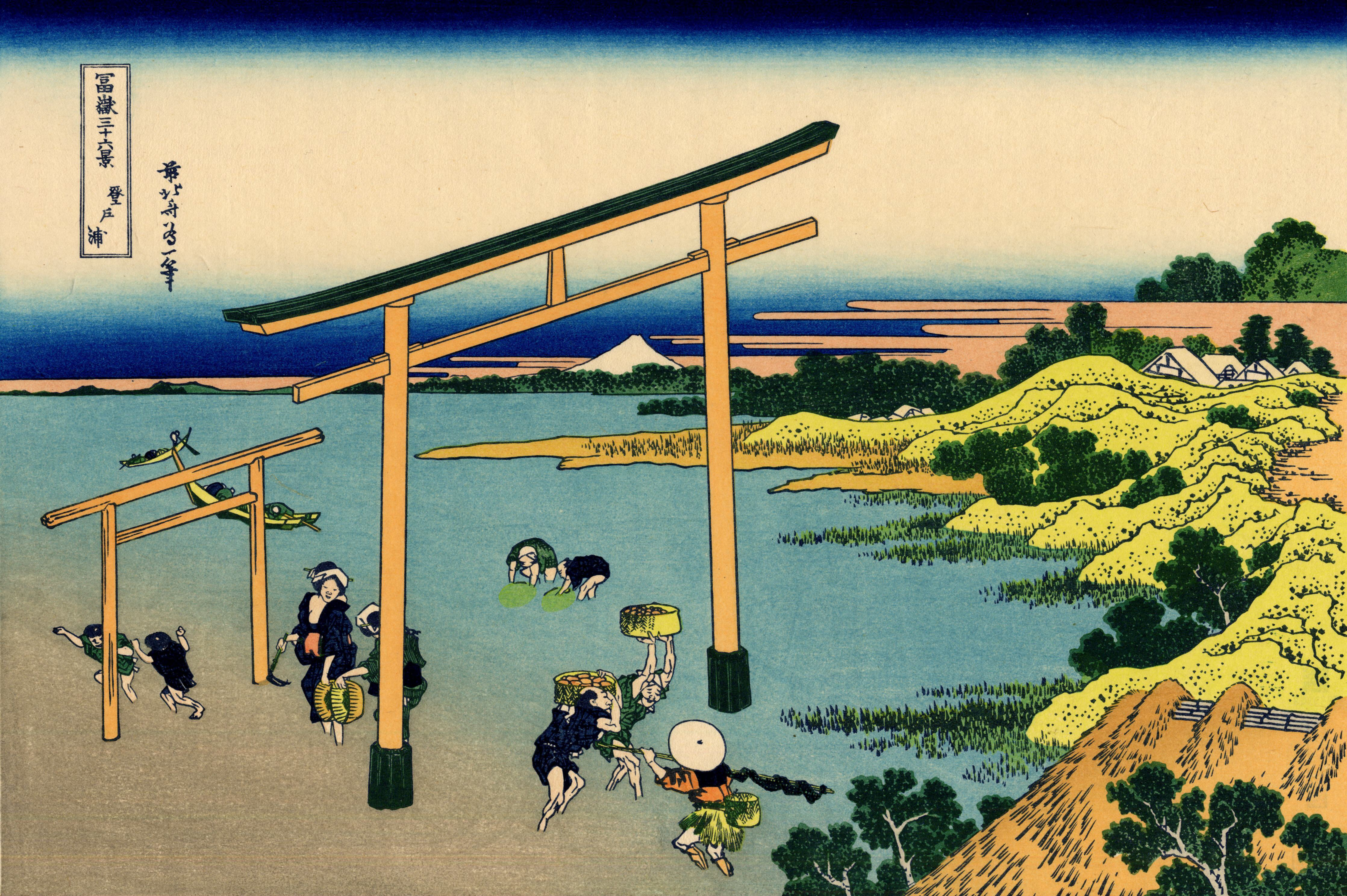
葛飾北斎画『富嶽三十六景』より「登戶浦」

江戸時代中頃から成田山新勝寺の参詣が盛んになるにつれ、江戸と下総国および上総国、安房国方面を結ぶ主要な道である「佐倉街道」は「成田街道」と呼ばれるようになり、その中間に位置する「船橋宿」（現在の船橋市）は交通の要として栄えた。船橋宿に流れる海老川の河口部は船橋浦と呼ばれ、船着場として利用。魚介類、米穀物などの食料品の移出を中心に江戸への頻繁な船便があり、繁栄していた。1615年（元和元年）、徳川家康および徳川秀忠一行が船橋御殿（現在の船橋東照宮）に宿泊、献魚の功から船橋浦が御菜浦（専用磯魚場）に指定される。
都川周辺においても江戸時代末期頃から海運業が盛んとなり、結城浦と呼ばれていた河口は登戸浦（現在の千葉市中央区登戸）、若しくは曽我野浦（旧曾我野藩、曽我野県、現在の千葉県千葉市中央区蘇我）といった湊と呼ばれ、都川の水運で運ばれた物資を、江戸へと船で運ぶ拠点となっていた。江戸時代後期の浮世絵師である葛飾北斎の『富嶽三十六景』の「登戶浦」には浅瀬で汐干狩りを楽しむ人々や、貝で一杯になった桶を得意げに運ぶ漁師など当時の活気が描かれている。登戸浦は、江戸築地に荷揚場を持ち、年貢米や海産物を房総半島から江戸に海上輸送する拠点の一つとなった。

### 明治・大正時代

#### 県の誕生と港湾指定
明治初期の1873年（明治6年）に千葉県が誕生し、舟運の中心市場町に県庁が置かれ、政治交通の中心として栄えた。1894年（明治27年）には国鉄による総武鉄道の開通により海運は漸次鉄道に移行し、湊は次第に衰退していった。1910年（明治43年）、県は都川河口および全面水域を水深2メートルに浚渫して船溜りを設け、民間資本でこの船溜り沿いに11万平方メートルの出洲埋立地を作り、荷揚場を移して港湾としての端初的形態を整えた。1922年（大正11年）5月27日、内務省告示第131号により港湾指定を受けた。これが後の「千葉港」となる。

### 昭和時代

#### 千葉港の開港

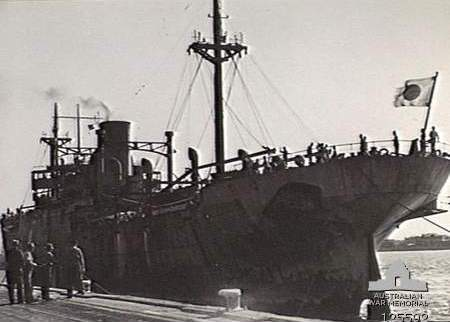
高栄丸（日本の貨物船）

1940年（昭和15年）には、東京湾臨海工業地帯計画が内務省土木会議で決定され、その一環として、千葉市今井町地先海面300ヘクタールの埋立てを計画し200ヘクタールの埋立てを行う。翌年の1941年（昭和16年）、船橋（現在の船橋市）に流れる海老川河口の漁船溜りを4年継続で、水深2メートル(面積16,800平方メートル）に整備。1947年（昭和22年）12月26日、御菜浦に指定され漁港として栄えた船橋浦周辺は「船橋港・市川港」と呼ばれ、運輸省告示第349号公有水面埋立法により指定港湾となった。更に翌年の1948年（昭和23年）7月16日、千葉港および船橋・市川港の港則法に基づく港域が決定され、その後、川崎製鉄株式会社を今井町地先埋立地（現在の蘇我副都心）に誘致し、千葉県土木部千葉港湾建設事務所を設置した。1953年（昭和28年）3月25日、千葉港および船橋港の港湾区域を決定（港管第735号、千葉県告示第149号）し、千葉県が千葉港および船橋港の港湾管理者となった。港湾法に基づき千葉港および船橋港が地方港湾に指定され、同年6月には、千葉航路、泊地、川崎正面岸壁が完成。同月13日、最初は民間船として、第二次世界大戦時には機雷敷設艦として多数の潜水艦を撃沈、その後遠洋商業航海船として運用された第1船高栄丸（1万DWT、大同海運）が入港した。
千葉港管理条例が制定し、千葉県警水上派出所、銚子測候所千葉分室、東京海上保安部千葉分室、横浜税関千葉出張所が設置された。同年9月27日港湾運送事業法に基づく2種港に指定され、1954年（昭和29年）2月27日には法務省令第14号により出入国管理令上の出入国港に指定、同年3月20日港則法に基づく特定港に指定された。
1953年（昭和28年）7月1日、千葉港（港則法上の区域、旧船橋・市川港を除く）が政令第150号により国際貿易港として関税法上の開港に指定。これにより後の1982年（昭和57年）10月に、千葉港開港記念日を「7月1日」として制定された。

#### 企業進出と特定重要港湾
1954年（昭和29年）10月23日、東京電力株式会社を誘致し、305,120平方メートルの埋立て工事に着手する。1955年（昭和31年）6月8日、公有水面埋立法に基づき、甲号港湾に指定。翌年の1956年（昭和32年）5月20日、港湾法に基づく重要港湾に指定された。同年9月18日には五井・市原地区（市原市）6,184,000平方メートルの埋立て工事に着手。これらの工事により港湾区域が拡張され、千葉市および市原市の一部地先海面が港湾区域となった。1958年（昭和33年）4月10日、運輸省令第10号により港湾調査規則上の甲種港湾に指定された。1960年（昭和35年）3月30日には県営出洲内港1号上屋が完成し供用を開始。
五井・市原地区の埋立てが完成し、電力（東京電力株式会社）、石油（丸善石油株式会社）、造船（三井造船株式会社）、化学（チッソ石油化学株式会社、旭硝子株式会社、昭和電工株式会社、大日本インキ株式会社）、電気（古河電工株式会社、富士電機株式会社）、その他（不二サッシ株式会社）などの工場が進出し、一部が操業を開始した。船橋・市川地区（船橋市、市川市）も同様に埋立て工事が進み、久保田鉄工株式会社など各種企業が進出した。更に、五井・姉崎地区（市原市）14,281,000平方メートルの埋立て工事に着手した。丸善石油株式会社、デンカ石油株式会社、日産石油化学株式会社、日本曹達株式会社、宇部興産株式会社、極東石油株式会社、三井石油化学株式会社、出光興産株式会社、東京電力株式会社、住友千葉化学株式会社、日本板硝子株式会社、吾嬬製鋼株式会社などが進出した。埋立て工事により港湾法に基づく港湾区域が変更され市原市（南部）地先海面が港湾区域となった。
1962年（昭和37年）3月28日、県営出洲内港2号上屋が完成し供用を開始した。同年10月1日検疫法上の検疫港に指定され、1965年（昭和40年）4月1日港湾法に基づく特定重要港湾に指定された。

#### 船橋港・市川港の編入と開港

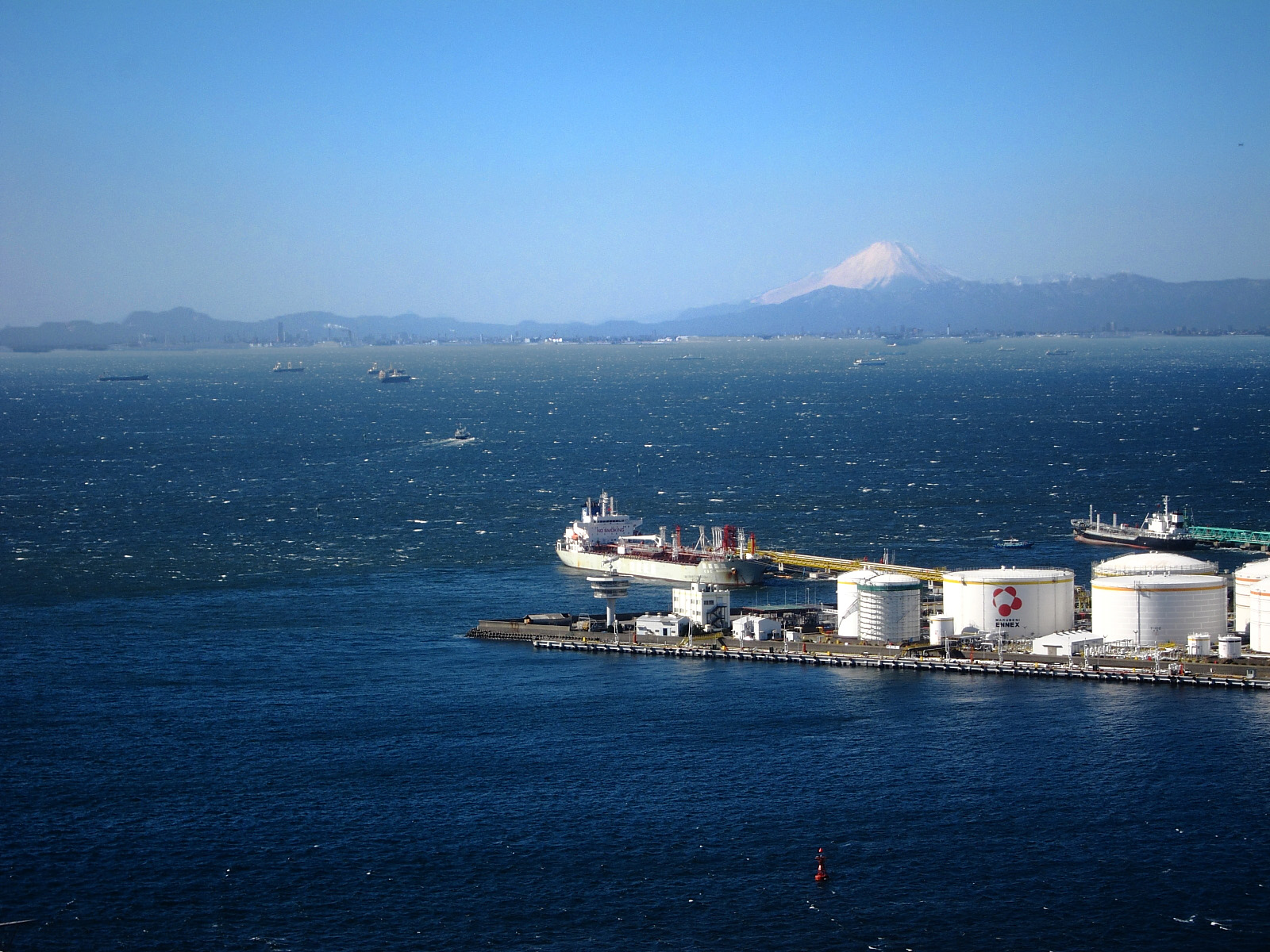
千葉港の埠頭と富士山（先端部は新港信号所）

日本カーフェリー株式会社が、市原 - 川崎間（千葉 - 神奈川間）に就航した。運輸省千葉港工事事務所、銚子気象台千葉測候所が設置され、その後、袖ヶ浦地先4,012,000平方メートルの埋立て工事に着手。富士石油株式会社、住友千葉化学株式会社、日本燐酸株式会社などが進出した。
1966年（昭和41年）10月1日には船橋・市川港が港湾運送事業法に基づく2種港に指定。港則法に基づく港域が拡張され、植物防疫法上の指定港となる。中央地区の埋立工事に着手し、6,080,000平方メートルを造成、内外貿ふ頭を中心に商港地区のほか、サイロ、製粉など食品コンビナート、流通団地、自動車団地、幸町住宅団地などが整備された。
1968年（昭和43年）6月1日、船橋・市川港が千葉港に編入された。港湾区域が拡張され市川市の一部、船橋市、習志野市、千葉市、市原市、袖ヶ浦町の一部の5市1町地先海面が港湾区域となる。
長浦農林干拓地（袖ケ浦市）が工業用地に転換、同年8月に京葉シーバースが竣工した。千葉中央ふ頭A岸壁が完成し供用を開始。1969年（昭和44年）3月には千葉西部地区に商住宅地（美浜区、海浜ニュータウン）を目途に7,190,000平方メートルの埋立て工事に着手。同年4月30日、県営出洲1号上屋が完成し供用を開始した。船橋地区公共外貿ふ頭を計画し、船橋中央A地区1,379,000平方メートルの埋立て工事に着手した。また、川崎製鉄沖合1,698,000平方メートルの埋立て工事を開始した。同年9月1日、船橋・市川港（港則法上の区域）が家畜伝染病予防法上の指定検疫物の輪入指定港となる。港湾区域が拡張され、袖ヶ浦町地先海面が港湾区域になった。千葉清港会が千葉港区の海面および港湾用地における清掃や船舶の廃油処理などの業務を行うため設置され、千葉港廃油処理場（敷地面積約7,600平方メートル）が市原市五井南海岸に完成し供用を開始。1970年（昭和45年）11月、千葉中央ふ頭に県営1号上屋（面積4,987.5平方メートル）が完成し供用を開始。家畜伝染病予防法に基づく指定港となる。
千葉中央ふ頭B、C岸壁が完成し供用を開始した。千葉市川崎町地先工場用地（中央区、川崎製鉄株式会社）第2期埋立て工事、京葉東地区埋立て工事を開始。塵芥焼却場（敷地面積4,670平方メートル、美浜区新港）、出洲ふ頭D・E岸壁が完成した。更に、千葉 - 徳島間（千葉県 - 徳島県）の定期航路オーシャンフェリーが就航した。
1972年（昭和47年）7月10日、船橋・市川港（港則法の区域）が政令第279号により関税法上の開港に指定された。船橋・市川港が植物防疫法に基づく指定港となる。1975年（昭和50年）8月21日、葛南清港会が葛南区域の海面および港湾用地における清掃の業務を行うため設置され、同年7月10日、港則法に基づく船橋・市川港の港域が千葉港に編入され葛南港区となる。港湾区域が拡張され、市川市（中部）地先海面が港湾区域となった。

#### 千葉港の本格的整備
昭和後期に入ると千葉港区、葛南港区ともに本格的施設整備が始まった。1972年 - 1988年の間に完成し供用を開始した施設を下記にまとめる。

| 千葉港区 - 千葉中央ふ頭A、B、C岸壁（岸壁電話を7ヵ所設置） - 千葉中央ふ頭D岸壁、 - 千葉中央ふ頭F岸壁（-12m） - 千葉中央ふ頭G岸壁（-12m）、H岸壁（-12m） - 千葉中央ふ頭に県営中央3号上屋（面積5,258㎡） - 千葉中央ふ頭内貿物揚場（-4m） - 県営中央2号上屋（面積5,250㎡） - 県営出洲2号上屋 - 袖ヶ浦ふ頭A、B、C岸壁 - 袖ヶ浦ふ頭2、3号物揚場 - 袖ヶ浦ふ頭D、E岸壁 - 五井3号物揚場 - 人工海浜「いなげの浜」 - 人工海浜「幕張の浜」 - 人工海浜「検見川の浜」 | 葛南港区 - 京葉港湾労働者福祉センター - 船橋中央ふ頭北B、C、D岸壁 - 船橋中央ふ頭県営内貿2号上屋（面積2,137.5㎡） - 船橋中央ふ頭南B、南C岸壁 - 船橋中央ふ頭県営内貿1号上屋（面積2,137.5㎡） - 船橋中央ふ頭南A岸壁 - 船橋中央ふ頭県営外貿1号上屋（面積4,900㎡） - 船橋中央ふ頭県営内貿3号上屋（面積2,180㎡） - 船橋中央ふ頭南D岸壁 - 船橋中央ふ頭県営外貿2号上屋 - 船橋中央ふ頭南E岸壁 - 船橋中央ふ頭内貿5号上屋（面積2,675㎡） - 船橋中央ふ頭北J岸壁（-7.5m） - 船橋東ふ頭A～G岸壁 - 市川ふ頭A、B岸壁 |

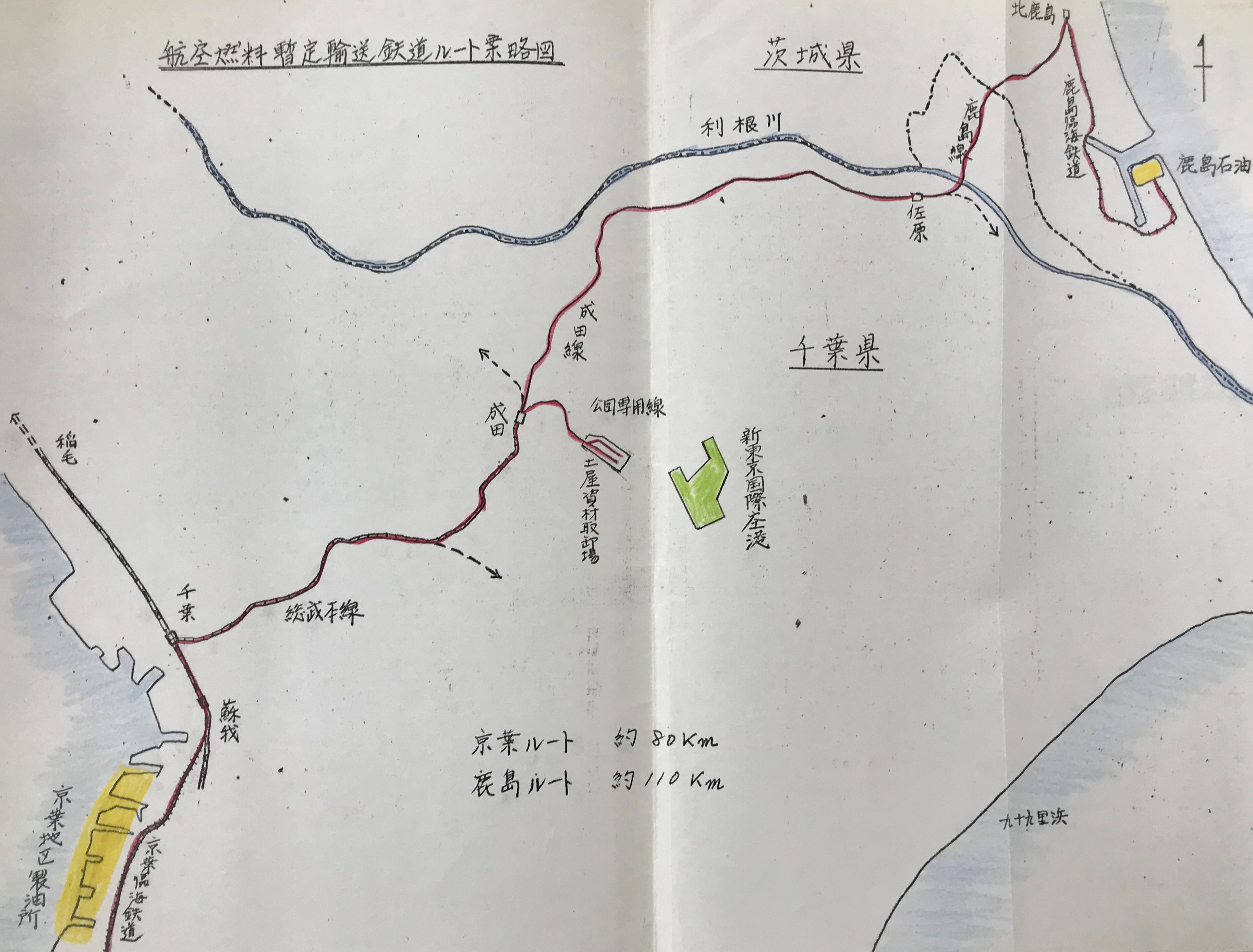
航空燃料暫定輸送鉄道ルート案略図（国立公文書館）

1973年（昭和48年）から「新港信号所」が航路管制業務を行っていた（JR東日本にも同名の施設がある）。「新港信号所」は2012年3月13日から「千葉中央港信号所」にその役割を移管し、現在は稼働していない。1979年（昭和54年）4月6日には蘇我地区に廃棄物最終処理場（171,016.76平方メートル）、千葉西部（幕張A、C）地区第2工区（A地区2,350,116.64平方メートル、C地区925,226.91平方メートル）の埋立が竣工。
また、1966年（昭和41年）、千葉県成田市での成田国際空港（旧：新東京国際空港）の建設が決定。内陸にある成田空港へ大量の航空燃料を供給するため、港内の石油ターミナルから航空燃料パイプラインを整備することが計画されていたが、沿線住民や自治体の反対により工事が進められないまま1978年（昭和53年）5月20日に開港を迎えた。そこで、開港から当面の間、1日当たり約5,500キロリットルの航空燃料を、鹿島（茨城県）と千葉の臨海工業地区から成田市の土屋石油基地までを鉄道で、そこから空港までを延長約8キロメートルの暫定パイプラインでそれぞれ輸送する体制が組まれた（暫定輸送）。1983年（昭和58年）8月8日に千葉港頭石油ターミナルから成田空港までを直接結ぶ延長約47キロメートルの本格パイプラインが稼働を開始し、暫定輸送は終了した。2019年（平成31年）現在に至るまでパイプラインによる油送が続けられている。
1986年（昭和61年）6月15日（千葉県民の日）に、千葉県民500万人突破記念として千葉中央ふ頭内に千葉ポートタワーおよび千葉ポートパーク（港湾緑地）が完成・オープンした。

### 平成時代

#### 千葉港の発展と現在
平成時代に入ると千葉港区、葛南港区ともに大規模施設、港湾緑地整備が始まった。1989年 - 2014年の間に完成し供用を開始した施設を下記にまとめる。
| 千葉港区 - 千葉港湾事務所会議棟 - 若潮待合室 - 千葉中央ふ頭I岸壁 - 千葉中央ふ頭中央C野積場 - 千葉中央ふ頭12号荷捌地 - 千葉中央ふ頭13号荷捌地 - 千葉信号所を新港から中央港に移転 - 袖ケ浦海浜公園風力発電施設（現在停止） - 袖ヶ浦F3岸壁（-7.5m） - 袖ケ浦海浜公園（南袖ヶ浦緑地、面積8ha） - コンテナターミナル - コンテナフレートステーション（1,943㎡） - ガントリークレーンを増設 | 葛南港区 - 船橋中央ふ頭県営内貿4号上屋（面積2,672㎡） - 船橋中央ふ頭外貿4号荷さばき地 - 船橋中央ふ頭南E耐震強化岸壁(-12m) - 船橋東ふ頭荷捌地 - 船橋港親水公園（1.39ha） - 船橋ボートパーク |

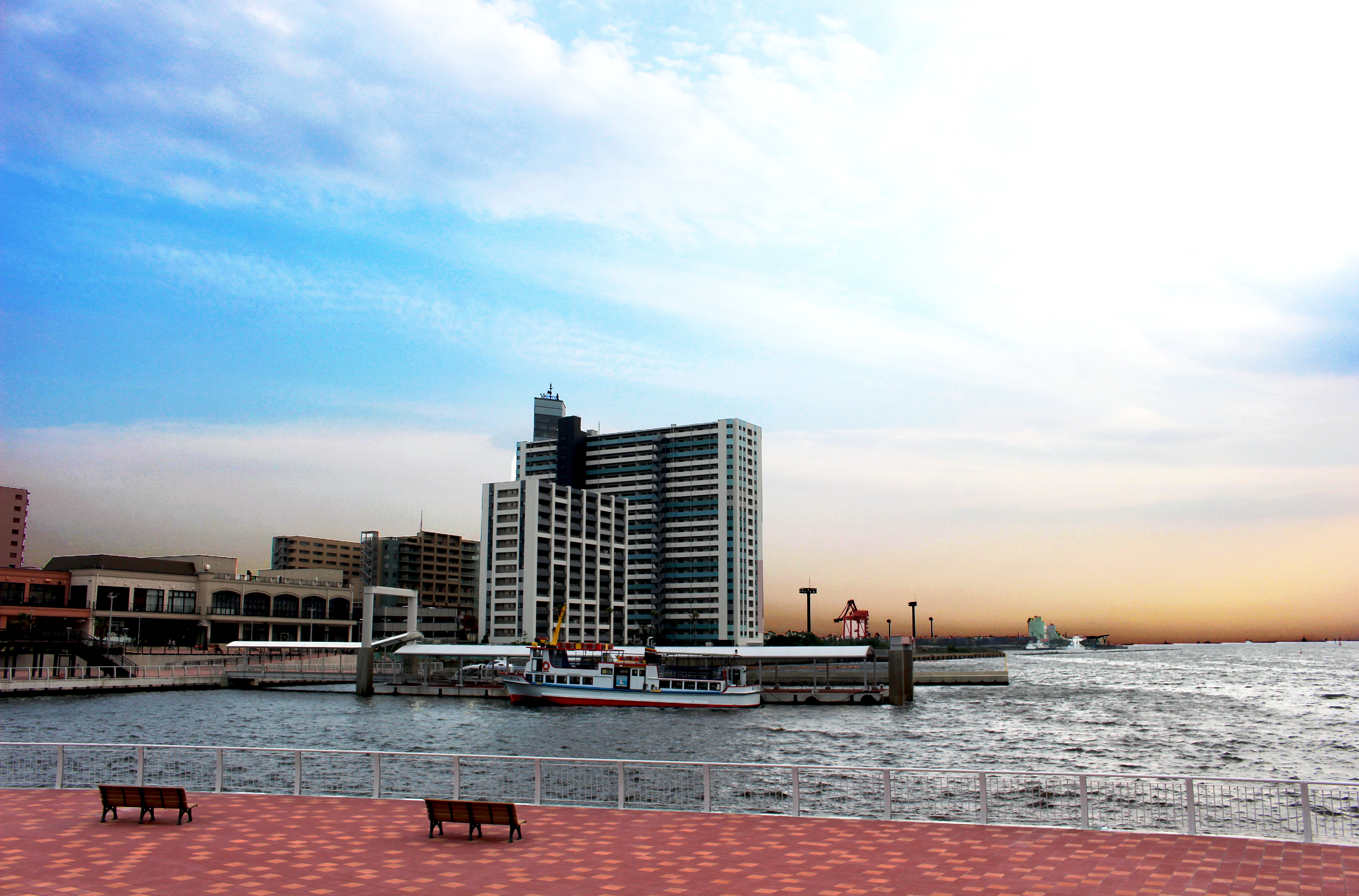
千葉中央港旅客船桟橋

1989年（平成元年）6月15日、港湾視察船「若潮」（198総トン）が「県民の日」に就航した。更に同年10月9日には幕張地区（現在の幕張新都心）に国際業務都市としての先導的中核施設である国際見本市（幕張メッセ）がオープン。それに伴い、千葉港においても大規模施設、港湾緑地整備が相次いだ。荷捌地の増設を始め、1994年（平成6年）6月にはコンテナターミナルおよびコンテナフレートステーション（1,943平方メートル）開設。1基で運用してきたガントリークレーンが1997年（平成9年）3月に増設され、2基による運用となり、荷役時間の短縮化、荷役機能の強化を図る。これらの整備により同年から2001年（平成13年）までの間、貨物取扱量において連続で全国第1位となり、日本有数の国際貿易港として大都市圏の経済活動に大きく貢献する港へと成長した。その後も埠頭の整備が続き、2004年（平成16年）7月、改正SOLAS条約に対応した埠頭保安対策を開始（千葉中央埠頭、市原埠頭、袖ヶ浦埠頭、船橋中央埠頭、船橋東埠頭）。2005年（平成17年）11月には千葉中央ふ頭G岸壁の防舷材付替え工事が完了し、4万トン級の大型船2隻が毎週交互に寄港を開始した。
2011年（平成23年）4月1日の港湾法改正により、特定重要港湾から国際拠点港湾へ名称が改正された。その後、市川市塩浜一丁目の一部の区域を市川市都市計画臨港地区として決定。
2016年（平成28年）4月には、千葉みなと港湾緑地および千葉中央港旅客船桟橋（旅客船さん橋）の一部供用を開始した。2017年（平成29年）1月、千葉港長期構想を策定。同年3月には千葉中央地区の一部の区域が、千葉市都市計画臨港地区として決定。2018年（平成30年）3月24日、国土交通省港湾局は、千葉中央地区の一部を「みなとオアシス千葉みなと」としてみなとオアシスに登録。千葉港において、港内遊覧船の旅客船ターミナルや緑地を中心とした地域住民、観光客への親水空間の提供など、さらなる地域振興に向けた取り組みを行う。

### 年表
- 1951年（昭和26年5月） 千葉県庁土木部に千葉港湾建設事務所（現・県土整備部千葉地域整備センター千葉港湾事務所）を設置
- 1953年（昭和28年3月） 千葉県が船橋港の管理者となる
- 1953年（昭和28年9月） 横浜税関千葉税関支署を設置
- 1954年（昭和29年7月） 関税法上の開港に指定
- 1965年（昭和40年） 特定重要港湾（現・国際拠点港湾）に指定
- 1966年（昭和41年） 運輸省第二港湾建設局千葉港工事事務所（現・国土交通省関東地方整備局千葉港湾事務所）を設置
- 1994年（平成6年6月） 千葉中央地区でコンテナターミナルを供用開始

### 主な建造船
- 1971年（昭和46年）3月、清掃船「せいこう」（12.26総トン）を建造
- 1981年（昭和56年）3月27日、清掃船「第2せいこう」（19.88総トン）を建造
- 1982年（昭和57年）3月19日、監督船「わかふさ」（14.80総トン）を建造
- 1991年（平成3年）2月27日、清掃船「せいこう」（16総トン）を建造
- 1994年（平成6年）3月、測量監督船「わかふさ」（13総トン）を建造
- 1999年（平成11年）2月23日、防災・給水など多目的船「若葉」（85総トン）を建造
- 2006年（平成18年）3月25日、清掃船「第2せいこう」（14総トン）を建造

### 記念事業

#### 千葉港シンボルマーク
千葉港開港記念日（7月1日）を記念してシンボルマークが制定された。
マーク外側のCは千葉の頭文字のCを、地球儀は国際港として飛躍する千葉港のイメージを、中央の船は世界の港との交易を表現している。

#### ポートクイーン千葉
千葉港の振興・発展を願い千葉港が開港した1954年（昭和29年）から「ミス千葉港コンテスト」が始められた。県文化会館には1,700名もの観衆が会場を訪れ、豪華商品が贈られた。当初から水着審査が行われ、会場が稲毛海浜公園プールへ移る。また、ミス・準ミス千葉港のお披露目として、千葉港中央地区、栄町通りや市原地区でオープンカーによるパレードが行われた。
このミス千葉港は、男女雇用均等法の改正などを受けてコンテストの見直しをし、46回をもって「ポートクイーン千葉」へと2000年（平成12年）ミレニアムを節目に引き継がれた。
近年では千葉県観光大使としても様々なイベント活動を行っている。

#### 千葉湊大漁祭り
1995年（平成7年）11月頃に「千葉市地方卸売市場開設35周年記念市場まつり」を開催し、2013年（平成25年）10月頃、37回目となる「千葉市民産業まつり」が開催される。2015年（平成27年）に千葉みなと桟橋が完成する予定で整備が進められ、その完成を前に、千葉市・千葉県の魅力をアピールしようと「千葉湊大漁祭り」として中央港地区（千葉ポートパークなど）にて開催。120以上ものブースが千葉ポートタワーおよびみなとエリアに立ち並び、数多くの海産物･農産物など、旬の地場産食材が販売および無料配布される。模擬せり体験や、音楽演奏、特別船の一般見学会、千葉港の特別クルーズなどが行われる。

#### 千葉ポートタワー
1986年（昭和61年）6月、千葉県民500万人突破の記念として開設。その後、千葉港のシンボルタワーとしての役割を担う。2011年（平成23年）「恋人の聖地」に選定、2012年（平成24年）「日本夜景遺産」に認定された。

## 港湾施設

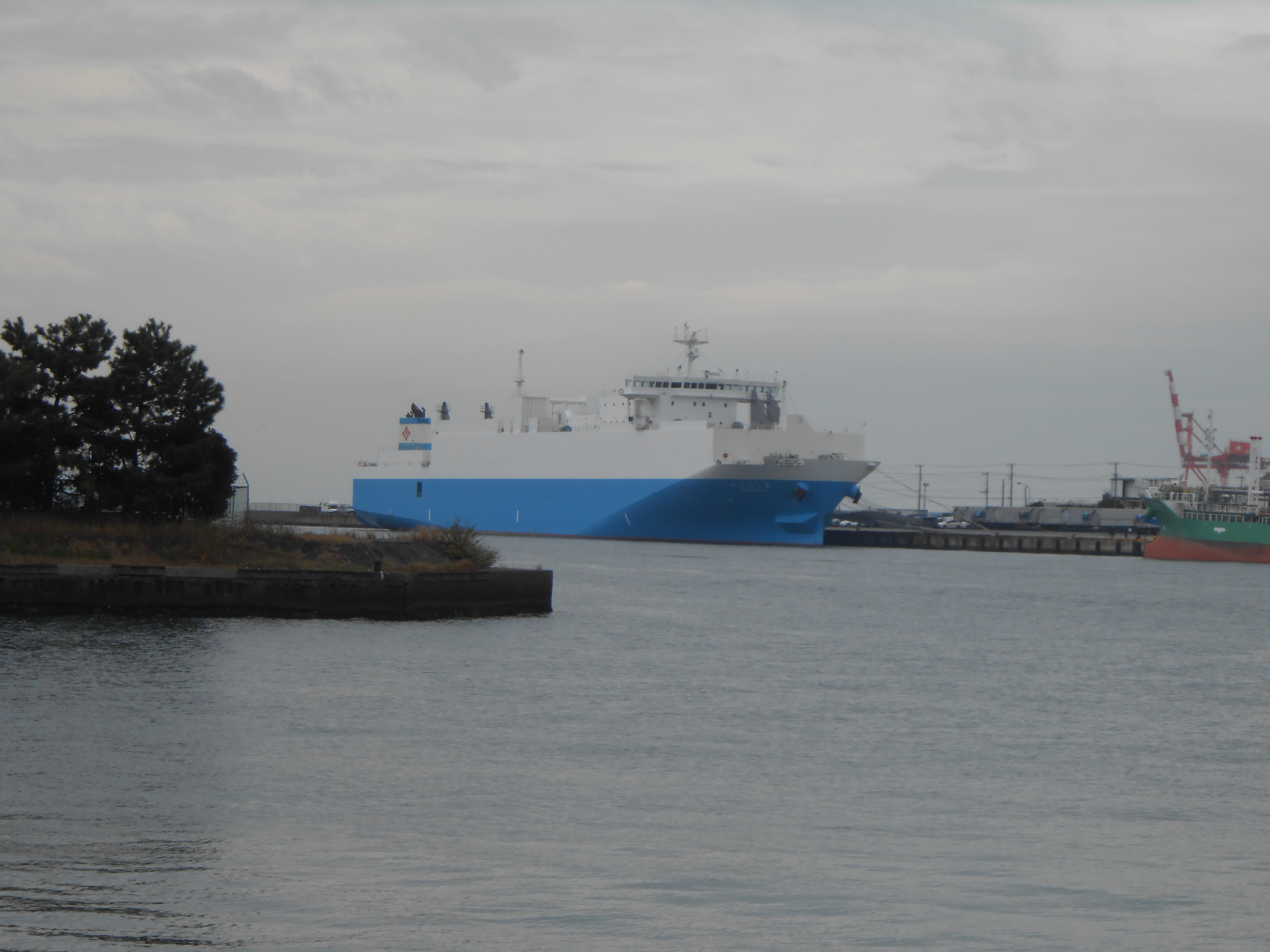
出洲ふ頭C岸壁に停泊する第三はる丸（大王海運）。

港湾施設は、県営上屋14棟、46,782平方メートル、荷捌地391,595平方メートル、野積場377,374平方メートルが整備されている。千葉中央ふ頭においては、1994年（平成6年）6月コンテナターミナル開設以来、1基で運用してきたガントリークレーンが、平成9年3月に増設され、2基による運用となる。公共けい船岸壁は総延長11,240メートル、物揚場などは総延長8,339メートル、94バース。

### 埠頭
- 市川ふ頭
- 船橋中央ふ頭
- 船橋東ふ頭
- 千葉中央ふ頭
- 出洲ふ頭
- 市原ふ頭
- 袖ヶ浦ふ頭
- 千葉みなと１号桟橋
- 千葉みなと２号桟橋
- 円形桟橋（展望デッキ）[38]
- 船橋浜町桟橋

### けい留施設
- 千葉中央ふ頭・千葉出洲ふ頭

| 番号 | バース名             | 延長（ｍ） | 所定水深（ｍ） | エプロン幅（ｍ） | 対象船舶（重量ｔ数） | 構造・様式  | 備考（供用年）                   |
| ---- | -------------------- | ---------- | -------------- | ---------------- | -------------------- | ----------- | -------------------------------- |
| 1    | 中央ふ頭4号物揚場    | 130        | -4.0           | 10.0             | 500                  | 矢板式      | 供用中（昭和44年）               |
| 2    | 中央ふ頭3号物揚場    | 250        | -4.0           | 10.0             | 500                  | 矢板式      | 供用中（昭和44年）定係場         |
| 3    | 中央ふ頭2号物揚場    | 281        | -4.0           | 10.0             | 500                  | 矢板式      | 改修中（昭和44年）               |
| 4    | 中央ふ頭-4.5岸壁     | 90         | -4.5           | 25.0             | 700                  | 矢板式      | 供用中（昭和45年）               |
| 5    | 中央ふ頭A岸壁        | 200        | -10.0          | 23.0             | 15,000               | 桟橋        | 供用中（昭和44年）               |
| 6    | 中央ふ頭B岸壁        | 200        | -10.0          | 23.0             | 15,000               | 桟橋        | 供用中（昭和46年）               |
| 7    | 中央ふ頭C岸壁        | 200        | -10.0          | 25.0             | 15,000               | 桟橋        | 供用中（昭和46年）               |
| 8    | 中央ふ頭D岸壁        | 200        | -10.0          | 20.0             | 15,000               | 桟橋・矢板  | 供用中（昭和47年）               |
| 9    | 中央ふ頭E岸壁        | 200        | -10.0          | 20.0             | 15,000               | 桟橋・矢板  | 供用中（昭和50年）               |
| 10   | 中央ふ頭F岸壁        | 240        | -12.0          | 20.0             | 30,000               | 矢板式      | 供用中（昭和56年）               |
| 10   | 中央ふ頭F岸壁        | 240        | -12.0          | 20.0             | 30,000               |             | 計画中耐震バース                 |
| 11   | 中央ふ頭G岸壁        | 240        | -12.0          | 24.5             | 30,000               | 矢板式      | 供用中（昭和59年）コンテナバース |
| 12   | 中央ふ頭H岸壁        | 240        | -12.0          | 20.0             | 30,000               | 矢板式      | 供用中（昭和59年）               |
| 13   | 中央ふ頭内貿物揚場   | 400        | -4.0           | 8.2              | 500                  | 矢板式      | 供用中（昭和61年）               |
| 14   | 中央ふ頭I岸壁        | 130        | -7.5           | 20.5             | 5,000                | 桟橋        | 供用中（平成7年）耐震バース      |
| 15   | 寒川船だまり物揚場   | 215        | -3.0           | 10.0             | 300                  | 矢板式      | 供用中（昭和57年）定係場         |
| 16   | 寒川船揚場           | 15         | -1.0           |                  | 3GT                  | CONブロック | 供用中（昭和57年）               |
| 17   | 出洲ふ頭4号物揚場    | 108        | -3.0           | 6.0              | 300                  | 矢板式      | 供用中（昭和42年）               |
| 18   | 出洲ふ頭3号物揚場    | 121        | -3.0           | 11.0             | 300                  | 矢板式      | 供用中（昭和34年）               |
| 19   | 出洲ふ頭2号物揚場    | 237        | -4.0           | 6.0              | 500                  | 矢板式      | 供用中（昭和31年）定係場         |
| 20   | 出洲定係場           | 149        | -4.0           | 6.0              | 500                  | 矢板式      | 供用中（昭和31年）定係場         |
| 21   | 出洲ふ頭1号物揚場    | 172        | -4.0           | 10.0             | 500                  | 矢板式      | 供用中（昭和45年）               |
| 22   | 出洲ふ頭A岸壁        | 130        | -7.5           | 10.0             | 5,000                | 矢板式      | 改修中（昭和42年）               |
| 23   | 出洲ふ頭B岸壁        | 130        | -7.5           | 10.0             | 5,000                | 矢板式      | 改修中（昭和42年）               |
| 24   | 出洲ふ頭C岸壁        | 170        | -7.5           | 10.0             | 5,000                | 矢板式      | 供用中（平成11年）耐震バース     |
| 25   | 出洲ふ頭D1D2岸壁     | 265        | -6.0           | 12.0             | 3,000                | 矢板式      | 供用停止中（昭和48年)            |
| 25   | 出洲ふ頭D1D2岸壁     | 240        | -12.0          | 12.0             | 30,000               |             | 計画中                           |
| 26   | 出洲ふ頭E岸壁        | 95         | -5.5           | 12.0             | 2,000                | 矢板式      | 供用中（昭和44年）               |
| 27   | 出洲ふ頭F1から10岸壁 | 950        | -5.5           | 12.0             | 2,000                | 矢板式      | 供用中（昭和44年）               |

- 市原地区（姉崎地区・八幡地区・五井地区）

| 番号 | バース名      | 延長（ｍ） | 所定水深（ｍ） | エプロン幅（ｍ） | 対象船舶（重量ｔ数） | 構造・様式 | 備考（供用年）     |
| ---- | ------------- | ---------- | -------------- | ---------------- | -------------------- | ---------- | ------------------ |
| 1    | 市原ふ頭A岸壁 | 134        | -7.5           | 9.0              | 5,000                | 矢板式     | 供用中（昭和40年） |
| 2    | 市原B岸壁     | 120        | -7.5           | 9.0              | 5,000                | 矢板式     | 供用中（昭和40年） |
| 3    | 市原物揚場    | 97         | -4.0           | 6.0              | 500                  | 矢板式     | 供用中（昭和40年） |
| 4    | 五井1号物揚場 | 120        | -3.0           | 6.0              | 300                  | 矢板式     | 供用中（昭和43年） |
| 5    | 五井2号物揚場 | 130        | -3.0           | 6.0              | 300                  | 矢板式     | 供用中（昭和43年） |
| 6    | 五井3号物揚場 | 112        | -3.0           | 10.0             | 300                  | 矢板式     | 供用中（昭和59年） |

- 袖ヶ浦地区（北袖ヶ浦地区・南袖ケ浦地区）

| 番号 | バース名                 | 延長（ｍ） | 所定水深（ｍ） | エプロン幅（ｍ） | 対象船舶（重量ｔ数） | 構造・様式 | 備考（供用年）     |
| ---- | ------------------------ | ---------- | -------------- | ---------------- | -------------------- | ---------- | ------------------ |
| 1    | 袖ヶ浦ふ頭A1から3岸壁    | 270        | -5.5           | 15.0             | 2,000                | 矢板式     | 供用中（昭和49年） |
| 2    | 袖ヶ浦ふ頭B岸壁          | 91         | -4.5           | 15.0             | 700                  | 矢板式     | 供用中（昭和49年） |
| 3    | 袖ヶ浦ふ頭C1から3岸壁    | 210        | -4.5           | 15.0             | 700                  | 矢板式     | 供用中（昭和49年） |
| 4    | 袖ヶ浦ふ頭D岸壁          | 180        | -4.5           | 15.0             | 700                  | 矢板式     | 供用中（昭和50年） |
| 5    | 袖ヶ浦ふ頭E1から4岸壁    | 320        | -5.5           | 15.0             | 2,000                | 矢板式     | 供用中（昭和50年） |
| 6    | 袖ヶ浦ふ頭F1から2岸壁    | 279        | -7.5           | 20.0             | 5,000                | 桟橋       | 供用中（昭和60年） |
| 7    | 袖ヶ浦ふ頭F3岸壁         | 140        | -7.5           | 20.0             | 5,000                | 桟橋       | 供用中（平成7年）  |
| 8    | 袖ヶ浦ふ頭1号物揚場      | 270        | -3.0           | 10.0             | 300                  | 矢板式     | 供用中（昭和49年） |
| 9    | 袖ヶ浦ふ頭2号物揚場      | 250        | -4.0           | 10.0             | 500                  | 矢板式     | 供用中（昭和49年） |
| 10   | 袖ヶ浦ふ頭3号物揚場      | 90         | -4.0           | 10.0             | 500                  | 矢板式     | 供用中（昭和49年） |
| 11   | 袖ヶ浦ふ頭今井AからE岸壁 | 600        | -5.5           | 10.0             | 2,000                | 矢板式     | 供用中（昭和49年） |
| 12   | 袖ヶ浦船溜物揚場         | 143        | -4.0           | 7.0              | 防災船500            | 桟橋       | 供用中（昭和55年） |

- 葛南中央地区（船橋中央ふ頭）

| 番号 | バース名          | 延長（ｍ） | 所定水深（ｍ） | エプロン幅（ｍ） | 対象船舶（重量ｔ数） | 構造・様式 | 備考（供用年）               |
| ---- | ----------------- | ---------- | -------------- | ---------------- | -------------------- | ---------- | ---------------------------- |
| 1    | 中央ふ頭南E岸壁   | 240        | -12.0          |                  | 30,000               |            | 供用中耐震バース（平成26年） |
| 2    | 中央ふ頭南D岸壁   | 178        | -10.0          | 20.0             | 15,000               | 矢板式     | 供用中（昭和57年）           |
| 2    | 中央ふ頭南D岸壁   | 170        | -10.0          |                  | 15,000               |            | 計画中耐震バース             |
| 3    | 中央ふ頭南C岸壁   | 185        | -10.0          | 20.0             | 15,000               | 矢板式     | 供用中（昭和52年）           |
| 4    | 中央ふ頭南B岸壁   | 185        | -10.0          | 20.0             | 15,000               | 矢板式     | 供用中（昭和52年）           |
| 5    | 中央ふ頭南A岸壁   | 185        | -10.0          | 20.0             | 15,000               | 矢板式     | 供用中（昭和52年）           |
| 6    | 中央ふ頭M4岸壁    | 90         | -5.5           | 15.0             | 2,000                | 矢板式     | 供用中（昭和54年）           |
| 7    | 中央ふ頭M3岸壁    | 90         | -5.5           | 15.0             | 2,000                | 矢板式     | 供用中（昭和54年）           |
| 8    | 中央ふ頭M2岸壁    | 90         | -5.5           | 15.0             | 2,000                | 矢板式     | 供用中（昭和54年）           |
| 9    | 中央ふ頭M1岸壁    | 90         | -5.5           | 15.0             | 2,000                | 矢板式     | 供用中（昭和54年）           |
| 10   | 中央ふ頭北L岸壁   | 130        | -7.5           | 20.0             | 5,000                | 桟橋       | 供用中（昭和58年）           |
| 11   | 中央ふ頭北K岸壁   | 130        | -7.5           | 20.0             | 5,000                | 桟橋       | 供用中（平成元年）           |
| 12   | 中央ふ頭北J岸壁   | 130        | -7.5           | 20.0             | 5,000                | 桟橋       | 供用中（昭和63年）           |
| 13   | 中央ふ頭北I岸壁   | 130        | -7.5           | 20.0             | 5,000                | 桟橋       | 供用中（昭和54年）           |
| 14   | 中央ふ頭北H岸壁   | 130        | -7.5           | 20.0             | 5,000                | 桟橋       | 供用中（昭和54年）           |
| 15   | 中央ふ頭北G岸壁   | 130        | -7.5           | 20.0             | 5,000                | 矢板式     | 供用中（昭和54年）           |
| 16   | 中央ふ頭北F岸壁   | 130        | -7.5           | 20.0             | 5,000                | 矢板式     | 供用中（昭和54年）           |
| 17   | 中央ふ頭北E岸壁   | 130        | -7.5           | 20.0             | 5,000                | 矢板式     | 供用中（昭和54年）           |
| 18   | 中央ふ頭北D岸壁   | 130        | -7.5           | 20.0             | 5,000                | 矢板式     | 供用中（昭和48年）           |
| 19   | 中央ふ頭北C岸壁   | 130        | -7.5           | 20.0             | 5,000                | 矢板式     | 供用中（昭和48年）           |
| 20   | 中央ふ頭北B岸壁   | 130        | -7.5           | 20.0             | 5,000                | 矢板式     | 供用中（昭和48年）           |
| 21   | 中央ふ頭北A6岸壁  | 90         | -5.5           | 15.0             | 2,000                | 矢板式     | 供用中（昭和53年）           |
| 22   | 中央ふ頭北A5岸壁  | 90         | -5.5           | 15.0             | 2,000                | 矢板式     | 供用中（昭和53年）           |
| 23   | 中央ふ頭北A4岸壁  | 90         | -5.5           | 15.0             | 2,000                | 矢板式     | 供用中（昭和53年）           |
| 24   | 中央ふ頭北A3岸壁  | 90         | -5.5           | 15.0             | 2,000                | 矢板式     | 供用中（昭和53年）           |
| 25   | 中央ふ頭北A2岸壁  | 90         | -5.5           | 15.0             | 2,000                | 矢板式     | 供用中（昭和53年）           |
| 26   | 中央ふ頭北A1岸壁  | 90         | -5.5           | 15.0             | 2,000                | 矢板式     | 供用中（昭和53年）           |
| 27   | 中央ふ頭2号物揚場 | 120        | -4.0           | 10.0             | 500                  | 矢板式     | 供用中（昭和57年）           |
| 28   | 中央ふ頭1号物揚場 | 258        | -2.0           | 10.0             | 官公庁その他         | 矢板式     | 供用中（昭和57年）           |

- 葛南東部地区（船橋東ふ頭・日の出ふ頭）

| 番号 | バース名         | 延長（ｍ） | 所定水深（ｍ） | エプロン幅（ｍ） | 対象船舶（重量ｔ数） | 構造・様式           | 備考（供用年）               |
| ---- | ---------------- | ---------- | -------------- | ---------------- | -------------------- | -------------------- | ---------------------------- |
| 1    | 日の出A岸壁      | 90         | -5.5           | 8.0              | 2,000                | 矢板式               | 供用中（昭和41年）           |
| 2    | 日の出B岸壁      | 90         | -5.5           | 8.0              | 2,000                | 矢板式               | 供用中（昭和41年）           |
| 3    | 日の出C岸壁      | 90         | -5.5           | 8.0              | 2,000                | 矢板式               | 供用中（昭和41年）           |
| 4    | 日の出D岸壁      | 90         | -5.5           | 15.0             | 2,000                | 矢板式               | 供用中（平成4年）            |
| 5    | 日の出E岸壁      | 90         | -5.5           | 15.0             | 2,000                | 矢板式               | 供用中（平成4年）            |
| 6    | 日の出2号物揚場  | 103        | -4.0           | 6.0              | 500                  | 矢板式               | 供用中（昭和29年）           |
| 7    | 日の出1号物揚場  | 150        | -4.0           | 6.0              | 500                  | 矢板式               | 供用中                       |
| 8    | 日の出物揚場     | 60         | -4.0           | 10.0             | 通船等               | 矢板式               | 供用中（昭和56年）           |
| 9    | 湊町2号物揚場    | 127        | -3.0           | 10.0             | 漁船等               | 矢板式               | 供用中（昭和58年）           |
| 10   | 湊町1号物揚場    | 175        | -3.0           | 10.0             | 漁船等               | 矢板式               | 供用中（昭和58年）           |
| 11   | 船橋東ふ頭A岸壁  | 130        | -7.5           | 20.0             | 5,000                | 矢板式               | 供用中耐震バース（平成9年）  |
| 12   | 船橋東ふ頭B岸壁  | 130        | -7.5           | 20.0             | 5,000                | 矢板式               | 供用中耐震バース（平成13年） |
| 13   | 船橋東ふ頭C岸壁  | 105        | -6.0           | 15.0             | 3,000                | 矢板式               | 供用中（昭和51年）           |
| 14   | 船橋東ふ頭D岸壁  | 105        | -6.0           | 15.0             | 3,000                | 矢板式               | 供用中（昭和51年）           |
| 15   | 船橋東ふ頭E岸壁  | 105        | -6.0           | 15.0             | 3,000                | 矢板式               | 供用中（昭和51年）           |
| 16   | 船橋東ふ頭F岸壁  | 105        | -6.0           | 15.0             | 3,000                | 矢板式               | 供用中（昭和51年）           |
| 17   | 船橋東ふ頭G岸壁  | 105        | -6.0           | 15.0             | 3,000                | 矢板式               | 供用中（昭和51年）           |
| 18   | 船橋東ふ頭H岸壁  | 90         | -5.5           | 15.0             | 2,000                | 矢板式               | 供用中（昭和58年）           |
| 19   | 船橋東ふ頭I岸壁  | 90         | -5.5           | 15.0             | 2,000                | 矢板式               | 供用中（昭和58年）           |
| 20   | 船橋東ふ頭物揚場 | 300        | -4.0           | 10.0             | 500                  | 矢板式               | 供用中（昭和59年）           |
| 21   | 船溜西物揚場     | 260        | -2.0           | 9.0              | 5総トン              | 壁面パイル           | 供用中                       |
| 22   | 船橋湊町船揚場   | 207        | -2.0           | 9.0              | 5総トン              | コンクリートブロック | 供用中（昭和35年）           |
| 23   | 湊町3号物揚場    | 107        | -2.0           | 10.0             | 漁船等               | 桟橋                 | 供用中（昭和62年）           |
| 24   | 船溜東物揚場     | 240        | -2.5           | 3.0              | 漁船等               | ブロック             | 供用中（昭和29年）           |
| 25   | 船溜南物揚場     | 263        | -1.5           | 3.0              | 漁船等               | 矢板式               | 供用中（昭和26年）           |
| 26   | 船橋浜町船揚場   | 41         | -1.5           | 3.0              | 漁船等               | 場所打ちコンクリート | 供用中（昭和39年）           |

- 葛南西部地区（市川ふ頭）

| 番号 | バース名  | 延長（ｍ） | 所定水深（ｍ） | エプロン幅（ｍ） | 対象船舶（重量ｔ数） | 構造・様式 | 備考（供用年）     |
| ---- | --------- | ---------- | -------------- | ---------------- | -------------------- | ---------- | ------------------ |
| 1    | 市川A岸壁 | 125        | -5.5           | 15.0             | 2,000                | 矢板式     | 供用中（昭和52年） |
| 2    | 市川B岸壁 | 125        | -5.5           | 15.0             | 2,000                | 矢板式     | 供用中（昭和52年） |

### 上屋
- 千葉中央ふ頭・千葉出洲ふ頭

| 番号 | 名称                                | 面積（㎡） | 構造・様式 | 備考（供用年）         |
| ---- | ----------------------------------- | ---------- | ---------- | ---------------------- |
| 28   | 県営中央1号                         | 5,250      | 鉄骨平屋   | 供用中（昭和45年）     |
| 29   | 県営中央2号                         | 5,250      | 鉄骨平屋   | 供用中（昭和47年）     |
| 30   | 県営中央3号                         | 5,258      | 鉄骨平屋   | 供用中（昭和59年）     |
| 31   | 出洲内港2号                         | 428        | 鉄骨平屋   | 供用停止中（昭和37年） |
| 32   | 出洲内港1号                         | 428        | 鉄骨平屋   | 供用停止中（昭和35年） |
| 33   | 出洲1号                             | 2,989      | 鉄骨平屋   | 供用中（昭和44年）     |
| 34   | 出洲2号                             | 2,340      | 鉄骨平屋   | 供用中（昭和50年）     |
| 76   | コンテナフレートステーション（CFS） | 1,934      | 鉄骨平屋   | 供用中（平成7年）      |

- 葛南中央地区（船橋中央ふ頭）

| 番号 | 名称                | 面積（㎡） | 構造・様式           | 備考（供用年）     |
| ---- | ------------------- | ---------- | -------------------- | ------------------ |
| 29   | 船橋中央ふ頭内貿1号 | 2,675      | 鉄骨平屋             | 供用中（昭和52年） |
| 30   | 船橋中央ふ頭内貿2号 | 2,613      | 鉄筋コンクリート平屋 | 供用中（昭和50年） |
| 31   | 船橋中央ふ頭内貿3号 | 2,180      | 鉄骨平屋             | 供用中（昭和56年） |
| 32   | 船橋中央ふ頭内貿4号 | 2,672      | 鉄骨平屋             | 供用中（平成元年） |
| 33   | 船橋中央ふ頭内貿5号 | 2,675      | 鉄骨平屋             | 供用中（昭和62年） |
| 34   | 船橋中央ふ頭外貿1号 | 5,618      | 鉄骨平屋             | 供用中（昭和55年） |
| 35   | 船橋中央ふ頭外貿2号 | 4,900      | 鉄骨平屋             | 供用中（昭和58年） |

### 荷捌地
- 千葉中央ふ頭・千葉出洲ふ頭

| 番号 | 名称               | 面積（㎡） |
| ---- | ------------------ | ---------- |
| 35   | 中央ふ頭1号荷捌地  | 1,840      |
| 36   | 中央ふ頭2号荷捌地  | 350        |
| 37   | 中央ふ頭3号荷捌地  | 1,628      |
| 38   | 中央ふ頭4号荷捌地  | 11,531     |
| 39   | 中央ふ頭5号荷捌地  | 2,536      |
| 40   | 中央ふ頭6号荷捌地  | 6,196      |
| 41   | 中央ふ頭7号荷捌地  | 8,035      |
| 42   | 中央ふ頭8号荷捌地  | 12,482     |
| 43   | 中央ふ頭10号荷捌地 | 13,400     |
| 44   | 出洲ふ頭2号荷捌地  | 580        |
| 45   | 出洲ふ頭3号荷捌地  | 2,590      |
| 46   | 出洲ふ頭4号荷捌地  | 2,410      |
| 47   | 出洲ふ頭7号荷捌地  | 1,540      |
| 48   | 出洲ふ頭9号荷捌地  | 3,080      |
| 49   | 出洲ふ頭11号荷捌地 | 3,080      |
| 50   | 出洲ふ頭13号荷捌地 | 11,835     |
| 77   | 中央ふ頭11号荷捌地 | 14,112     |
| 82   | 中央ふ頭12号荷捌地 | 2,697      |
| 83   | 中央ふ頭13号荷捌地 | 1,629      |

- 市原地区（姉崎地区・八幡地区・五井地区）

| 番号 | 名称              | 面積（㎡） |
| ---- | ----------------- | ---------- |
| 8    | 市原岸壁1号荷捌地 | 6,420      |
| 9    | 市原岸壁2号荷捌地 | 5,750      |
| 10   | 市原岸壁3号荷捌地 | 780        |

- 袖ヶ浦地区（北袖ヶ浦地区・南袖ケ浦地区）

| 番号 | 名称             | 面積（㎡） |
| ---- | ---------------- | ---------- |
| 13   | 袖ヶ浦1号荷捌地  | 3,318      |
| 14   | 袖ヶ浦2号荷捌地  | 5,176      |
| 15   | 袖ヶ浦3号荷捌地  | 3,876      |
| 16   | 袖ヶ浦4号荷捌地  | 3,510      |
| 17   | 袖ヶ浦5号荷捌地  | 11,843     |
| 18   | 袖ヶ浦6号荷捌地  | 8,857      |
| 19   | 袖ヶ浦7号荷捌地  | 11,692     |
| 20   | 袖ヶ浦8号荷捌地  | 7,762      |
| 21   | 袖ヶ浦9号荷捌地  | 4,462      |
| 22   | 袖ヶ浦10号荷捌地 | 8,674      |
| 23   | 袖ヶ浦11号荷捌地 | 10,879     |
| 24   | 袖ヶ浦12号荷捌地 | 5,731      |
| 25   | 袖ヶ浦13号荷捌地 | 6,324      |
| 26   | 今井1号荷捌地    | 7,994      |
| 27   | 今井2号荷捌地    | 7,117      |
| 28   | 袖ヶ浦14号荷捌地 | 5,780      |
| 29   | 袖ヶ浦15号荷捌地 | 7,145      |

- 葛南中央地区（船橋中央ふ頭）

| 番号 | 名称                   | 面積（㎡） |
| ---- | ---------------------- | ---------- |
| 36   | 中央ふ頭外貿3号荷捌地  | 4,448      |
| 37   | 中央ふ頭外貿2号荷捌地  | 2,141      |
| 38   | 中央ふ頭外貿1号荷捌地  | 8,757      |
| 39   | 中央ふ頭内貿14号荷捌地 | 8,365      |
| 40   | 中央ふ頭内貿13号荷捌地 | 3,980      |
| 41   | 中央ふ頭内貿12号荷捌地 | 3,982      |
| 42   | 中央ふ頭内貿11号荷捌地 | 3,438      |
| 43   | 中央ふ頭内貿10号荷捌地 | 4,485      |
| 44   | 中央ふ頭内貿9号荷捌地  | 5,975      |
| 45   | 中央ふ頭内貿8号荷捌地  | 4,762      |
| 46   | 中央ふ頭内貿7号荷捌地  | 3,096      |
| 47   | 中央ふ頭内貿6号荷捌地  | 4,607      |
| 48   | 中央ふ頭内貿5号荷捌地  | 4,521      |
| 49   | 中央ふ頭内貿4号荷捌地  | 6,045      |
| 50   | 中央ふ頭内貿3号荷捌地  | 5,271      |
| 51   | 中央ふ頭内貿2号荷捌地  | 4,222      |
| 52   | 中央ふ頭内貿1号荷捌地  | 3,974      |
| 53   | 内貿荷捌地             | 5,900      |

- 葛南東部地区（船橋東ふ頭・日の出ふ頭）

| 番号 | 名称                | 面積（㎡） |
| ---- | ------------------- | ---------- |
| 27   | 日の出ふ頭1号荷捌地 | 7,619      |
| 28   | 日の出ふ頭2号荷捌地 | 4,990      |
| 29   | 湊町船溜荷捌地      | 3,494      |
| 30   | 東ふ頭11号荷捌地    | 2,358      |
| 31   | 東ふ頭10号荷捌地    | 3,851      |
| 32   | 東ふ頭9号荷捌地     | 2,452      |
| 33   | 東ふ頭8号荷捌地     | 2,521      |
| 34   | 東ふ頭7号荷捌地     | 1,882      |
| 35   | 東ふ頭6号荷捌地     | 2,049      |
| 36   | 東ふ頭5号荷捌地     | 2,235      |
| 37   | 東ふ頭4号荷捌地     | 1,204      |
| 38   | 東ふ頭3号荷捌地     | 2,228      |
| 39   | 東ふ頭2号荷捌地     | 2,652      |
| 40   | 東ふ頭1号荷捌地     | 1,575      |
| 41   | 東ふ頭12号荷捌地    | 4,698      |

- 葛南西部地区（市川ふ頭）

| 番号 | 名称           | 面積（㎡） |
| ---- | -------------- | ---------- |
| 3    | 市川埠頭荷捌地 | 5,270      |

### 野積場
- 千葉中央ふ頭・千葉出洲ふ頭

| 対象番号 | 名称                     | 面積（㎡） |
| -------- | ------------------------ | ---------- |
| 51       | 中央ふ頭中央A野積場      | 1,639      |
| 52       | 中央ふ頭中央B野積場      | 2,924      |
| 53       | 中央ふ頭中央1号野積場    | 5,918      |
| 54       | 中央ふ頭中央2号野積場    | 5,375      |
| 55       | 中央ふ頭中央8号野積場    | 5,107      |
| 56       | 中央ふ頭中央9号の1野積場 | 9,743      |
| 57       | 中央ふ頭中央9号の2野積場 | 10,985     |
| 58       | 寒川野積場               | 1,800      |
| 59       | 出洲ふ頭出洲野積場       | 2,578      |
| 60       | 出洲ふ頭出洲1号野積場    | 1,191      |
| 61       | 出洲ふ頭出洲3号野積場    | 4,788      |
| 62       | 出洲ふ頭出洲4号野積場    | 2,635      |
| 63       | 出洲ふ頭出洲5号野積場    | 9,338      |
| 64       | 出洲ふ頭出洲6号野積場    | 1,205      |
| 65       | 出洲ふ頭出洲7号野積場    | 5,806      |
| 66       | 出洲ふ頭出洲8号野積場    | 7,149      |
| 67       | 出洲ふ頭出洲9号野積場    | 5,935      |
| 68       | 出洲ふ頭出洲10号野積場   | 10,744     |
| 69       | 出洲ふ頭出洲11号野積場   | 5,954      |
| 70       | 出洲ふ頭出洲12号野積場   | 10,744     |
| 71       | 出洲ふ頭出洲14号野積場   | 9,006      |
| 72       | 出洲ふ頭出洲15号野積場   | 11,718     |
| 73       | 出洲ふ頭出洲16号野積場   | 6,717      |
| 74       | 出洲ふ頭出洲17号野積場   | 2,625      |
| 75       | コンテナヤード           | 72,595     |
| 84       | 中央ふ頭中央C野積場      | 11,504     |

- 市原地区（姉崎地区・八幡地区・五井地区）

| 番号 | 名称          | 面積（㎡） |
| ---- | ------------- | ---------- |
| 11   | 五井1号野積場 | 2,130      |
| 12   | 五井2号野積場 | 3,082      |
| 13   | 五井3号野積場 | 4,000      |

- 袖ヶ浦地区（北袖ヶ浦地区・南袖ケ浦地区）

| 番号 | 名称                | 面積（㎡） |
| ---- | ------------------- | ---------- |
| 30   | 袖ヶ浦10号の1野積場 | 1,256      |
| 31   | 袖ヶ浦10号の2野積場 | 7,517      |
| 32   | 袖ヶ浦14号野積場    | 15,160     |

- 葛南中央地区（船橋中央ふ頭）

| 番号 | 名称           | 面積（㎡） |
| ---- | -------------- | ---------- |
| 54   | 中央ふ頭野積場 | 94,205     |
| 55   | 中央内貿野積場 | 9,463      |

- 葛南東部地区（船橋東ふ頭・日の出ふ頭）

| 番号 | 名称         | 面積（㎡） |
| ---- | ------------ | ---------- |
| 42   | 日の出野積場 | 9,368      |
| 43   | 浜町野積場   | 6,897      |

- 葛南西部地区（市川ふ頭）

| 番号 | 名称       | 面積（㎡） |
| ---- | ---------- | ---------- |
| 4    | 市川野積場 | 8,136      |

### 港湾緑地
- 千葉ポートパーク
- 幕張海浜公園
- 千葉みなと港湾緑地
- 茜浜緑地
- 花の駅そが
- ビオトープそが（JERA千葉火力発電所）
- 袖ケ浦海浜公園
- 船橋ボートパーク
- 船橋港親水公園

## 港勢
- 入港船舶（平成15年度）
  - 隻数 66,327 隻（外航船：4,410 隻、内航船：61,917 隻）
  - 総トン数 133,836,495 総トン（外航船：87,389,854 総トン、内航船：46,446,641 総トン）

- 海上出入貨物（平成15年度）
  - 取扱貨物量 169,559,452 トン（外貿 59.6%、内貿 40.3%）
  - 外貿 101,123,849 トン
    - 輸出 7,519,152 トン
    - 主要な輸出産品の内訳は、完成自動車（29.8%、以下全て平成15年度）、鋼材 (25.5 %)、化学薬品 (21.8 %) 、石油製品 (6.6 %) 、金属くず (6.4 %) 、その他化学工業品 (3.2 %) 、鉄鋼 (2.5 %) など（その他は 14.0 %）。
    - 輸入 93,604,697 トン
    - 主要な輸入産品の内訳は、原油（37.4 %、以下全て平成15年度）、LNG (23.6 %) 、石油製品 (12.8 %) 、鉄鉱石 (8.2%) 、石炭 (5.5%) 、LPG (3.3 %) 、非金属鉱物 (1.2 %) など（その他は7.9 %）。

  - 内貿 68,435,603 トン
    - 移出 36,823,698 トン
    - 移入 31,611,905 トン

- コンテナ貨物（平成15年度）
  - 輸出 23,668 TEU
  - 輸入 18,982 TEU
  - 合計 42,650 TEU

（「TEU」とは、"Twenty feet Equivalent Unit" の略語で、20 フィート型コンテナ換算での積載可能個数を意味する。）
- 貿易額（平成15年度）
  - 輸出 851,492,047 千円
  - 輸入 2,180,300,601 千円
  - 合計 3,031,792,648 千円

### 主要取扱貨物
千葉港の主要な取扱貨物は、原油、石油製品、LNG（液化天然ガス）、鋼材、重油、鉄鉱石などであり、重化学工業の産業機能集積港となっている。
臨海部の埋め立てと企業誘致によって拡大してきたことから企業専用施設が多く、現在でも港湾取扱貨物の9割以上は企業専用岸壁で取り扱われている。
港内の石油ターミナルから成田国際空港までパイプラインが伸びており、航空燃料の荷揚げが行われている。

## 航路

### 千葉中央港旅客船桟橋

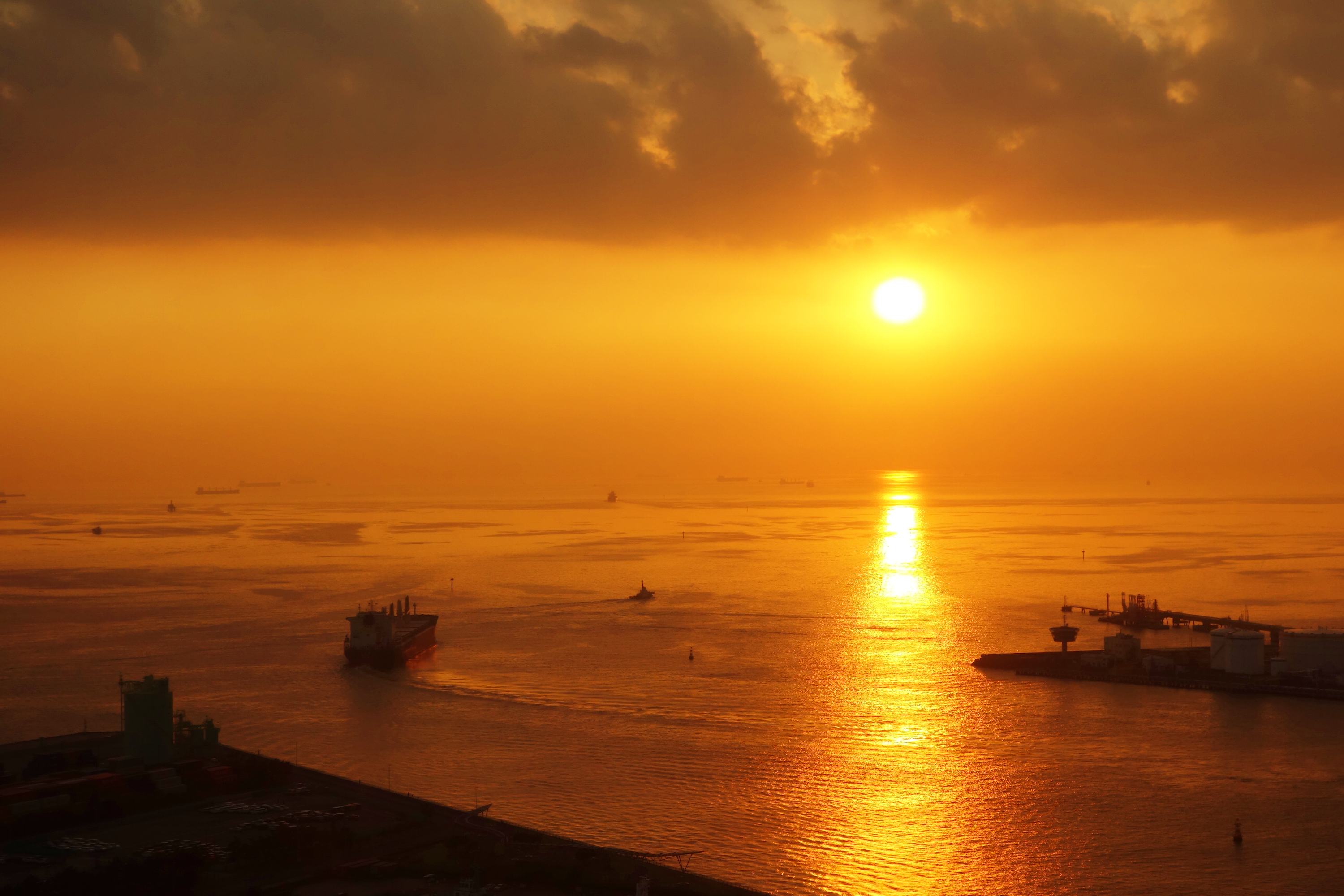
千葉港サンセットクルーズ

主に旅客船はケーズハーバー（旅客ターミナル）に隣接した千葉中央港旅客船桟橋（千葉みなと桟橋）から運航されている。千葉みなと１号桟橋および２号桟橋より発着する。
- 千葉ポートサービス
  - 観光船「あるめりあ」
    - 千葉港めぐりコース
    - 幕張メッセ沖合遊覧コース
    - 千葉港サンセット＆工場夜景クルーズ
    - 千葉港内工場夜景クルーズ
    - 幕張ビーチ花火フェスタ（千葉市民花火大会）や納涼船なども出航

  - 東京湾ツーリズム旅客船運航（実証実験）
    - 千葉（千葉みなと桟橋） - 船橋（浜町桟橋）
    - 千葉（千葉みなと桟橋） - 東京（有明桟橋）
- 日東商船
  - クルーズ船「シャイニービュー号」
    - 羽田沖滑走路飛行機見学クルーズ
    - チャータークルーズ
    - 千葉港内クルーズ

- ケーエムシーコーポレーション
  - 運航船舶「MYⅡ（エムワイツー）」
    - チャータークルーズ
- 東海汽船
  - 高速ジェット船「セブンアイランド」
    - 千葉（千葉みなと桟橋） - 東京（伊豆大島）
- SPICE SERVE
  - 海賊船「アニバーサリークルーズ号」
    - パーティークルーズ

### マリーナ施設
千葉港湾に位置するマリーナおよびヨットハーバー一覧。
- 稲毛ヨットハーバー（千葉市美浜区、稲毛海浜公園内）
- 船橋ボートパーク（船橋市）
- Marina千葉（千葉市中央区）
- アローマリンクラブ（船橋市）
- MG MARINE（市川市）
- 東京パワーボートセンター（市川市）

## 姉妹港
- ポートランド市（アメリカ合衆国オレゴン州）

1980年（昭和55年）7月18日姉妹港提携を結ぶ。千葉中央ふ頭に千葉港船員サービスセンターを開設し、同年11月17日に友好親善および文化、社会、経済交流を通じて両港の発展を図るため、アメリカ・オレゴン州のポートランド市（ポートランド港）と姉妹港を提携した。以来、相互に友好親善や情報交換を行っている。
千葉港とポートランド港の輸出入品目の主なものは麦、非金属鉱物、化学肥料となっている。2011年（平成23年）11月にはポートランド港湾局関係者が来日し、千葉港の視察が行われた。

## 工場夜景
千葉港の工場夜景は2016年（平成28年）12月に「日本8大工場夜景」として千葉市が認定、さらに、2018年（平成30年）10月には新たに「日本11大工場夜景」として市原市が認定されており、千葉中央港旅客船桟橋からは工場夜景クルーズが運航している。千葉ポートタワーを始め、海ほたるパーキングエリア、木更津かんらんしゃパークKISARAPIAの観覧車などからも工場夜景を楽しむことができる。